# Sparte
Pour les articles homonymes, voir Sparte (homonymie).
Cet article concerne la ville antique. Pour la ville moderne, voir Sparte (ville moderne).
 (mai 2023).
Sparte (en grec ancien Σπάρτη / Spártê soit « semée », « parsemée » ou « éparse », grec moderne Σπάρτη / Spárti, en dorien Σπάρτα / Spárta) ou Lacédémone (Λακεδαίμων / Lakedaímôn) est une ancienne ville grecque du Péloponnèse dont le nom a été transmis à la ville moderne de 18 185 habitants construite au même emplacement. Située sur l'Eurotas, dans la plaine de Laconie, entre le Taygète et le Parnon, Sparte est l'une des cités-États les plus puissantes de la Grèce antique avec Athènes, Corinthe et Thèbes.
Déjà mentionnée dans l’Iliade, elle devient au VIIe siècle av. J.-C. la puissance dominante de sa région et prend la tête des forces grecques lors des Guerres médiques. Au Ve siècle av. J.-C., elle remporte la guerre du Péloponnèse qui l'oppose à Athènes, mais perd l'hégémonie après la défaite de Leuctres en 371 av. J.-C. contre les Thébains d'Épaminondas.
Sparte se distingue des autres cités par un modèle social où la minorité des Homoioi (les « Semblables ») exerce à plein temps la citoyenneté tandis que l'activité économique est assurée par les Périèques, population libre mais non citoyenne, et par les hilotes dont le statut s'apparente à celui des serfs du Moyen Âge occidental. L'éducation civique est obligatoire, collective et destinée à former des soldats disciplinés, efficaces et dévoués à la cité. De fait, l'armée spartiate est renommée comme la plus puissante du monde grec jusqu'à ses défaites contre les Thébains et les Macédoniens au IVe siècle av. J.-C..
De plus, Sparte est la seule cité de Grèce dépourvue de murailles car d’après son législateur Lycurgue, « une ville bien défendue est celle qui est entourée d’un mur d’hommes, et non d’un mur de briques ».
L'éducation spartiate décrite par des auteurs comme Platon et Xénophon restera un objet de fascination ou de controverse longtemps après son déclin.

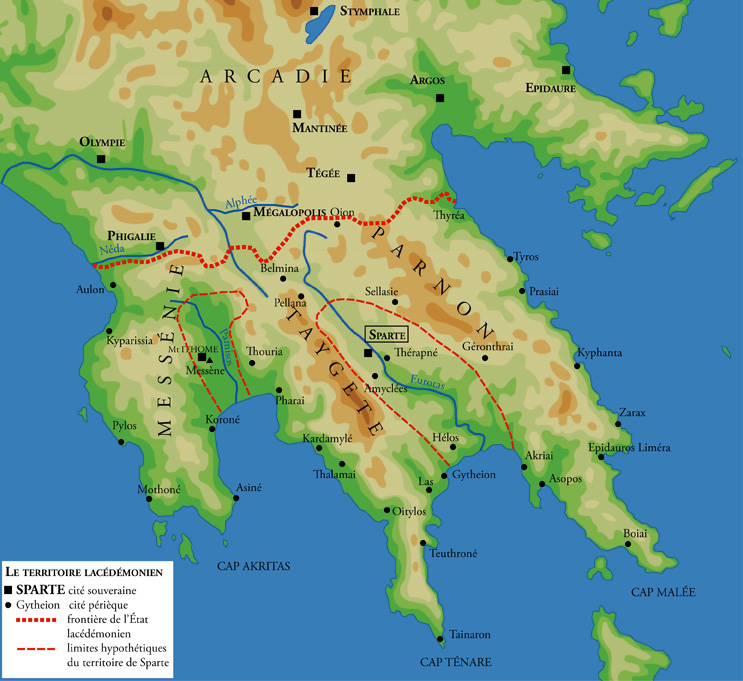
Carte du territoire de la Cité-État de Sparte dans la plaine de Laconie.

## Cadre géographique

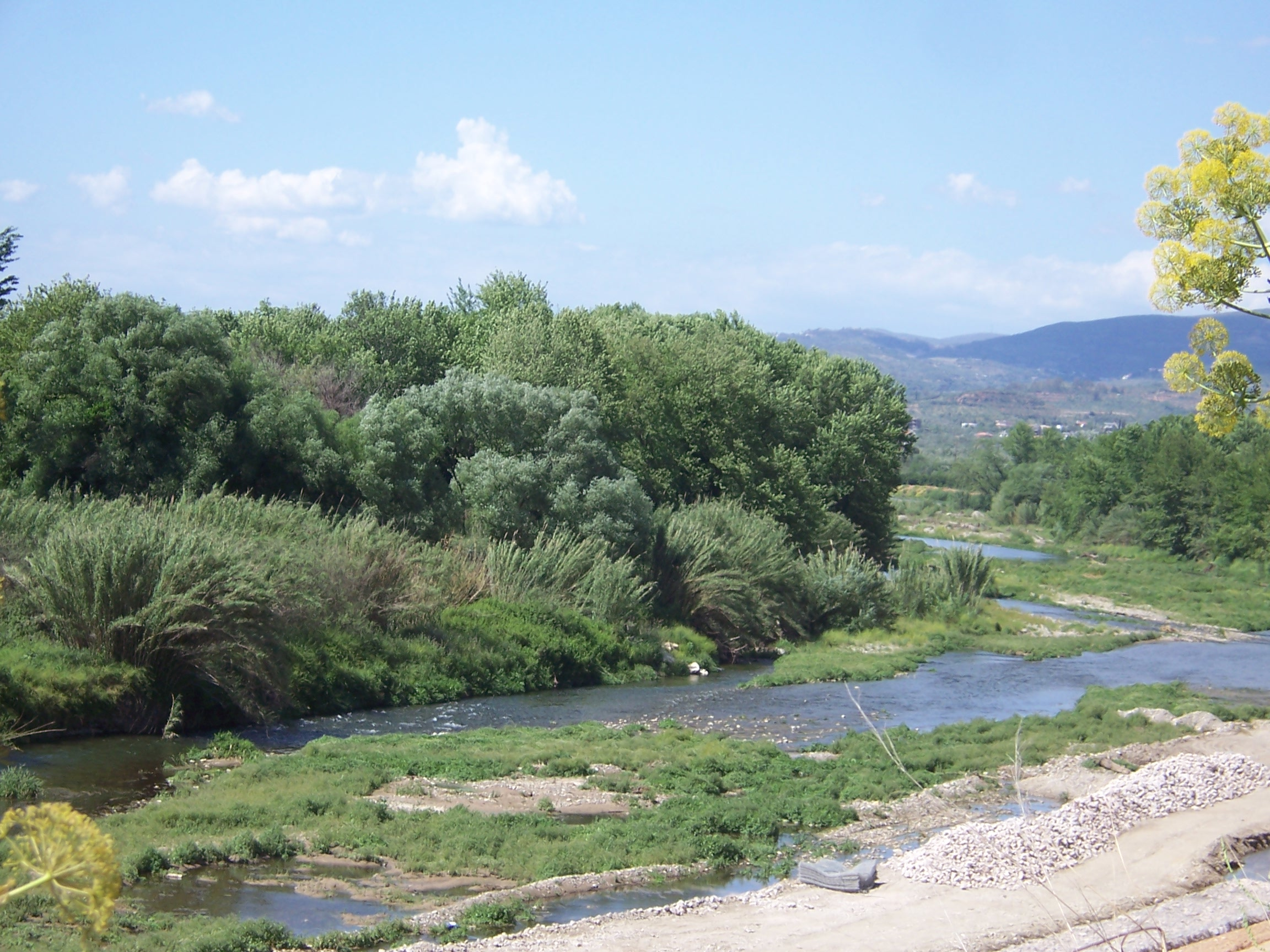
L'Eurotas, principal fleuve de Laconie.

L'État spartiate s'étend au Ve siècle av. J.-C., selon Thucydide, sur les deux cinquièmes du Péloponnèse, soit près de 8 500 km2 et le triple de son rival athénien. Il comprend deux régions principales, séparées par des montagnes.
La Laconie au sens strict est le territoire délimité à l'ouest par le massif du Taygète, au sud et à l'est par la mer Méditerranée. La frontière nord est plus changeante : victorieuse à la « bataille des Champions » en 545 av. J.-C., Sparte enlève à Argos le contrôle du plateau de Thyréatide (ou Kynourie). Désormais, la limite de la région passe par les environs de Thyréa (près de l'actuelle Ástros), le sud du mont Parthénion, le bassin versant de l'Eurotas (englobant ainsi la Skiritide) puis le territoire au pied du mont Chelmos, identifié comme la Belminatide.
La Messénie, conquise à la suite d'une série de guerres, s'étend à l'ouest du Taygète jusqu'à la Méditerranée, elle est bordée au nord par la vallée de la Neda. Elle comprend plusieurs massifs montagneux, dont les monts Cyparissia, qui se prolongent vers le sud par l'Aigaléon et à l'est par l'Ithômé. Au centre se trouve la vallée de Messénie à proprement parler, baignée par le Pamissos. On distingue la plaine du Stenyclaros au nord de la crête de Scala et la plaine côtière appelée Macaria, « la Bienheureuse », au sud.
Sparte à proprement parler est constituée de quatre villages : Limnai (« du lac »), Kynosoura (« queue de chien »), Mesoa (« central ») et Pitana (« pâtissiers »), qui ne sont pas pleinement réunis par un synœcisme à l'époque classique, d'ailleurs Σπάρτη / Spártê signifie « semée », « parsemée » ou « éparse ». Un cinquième village, Amyclées, distant de quelques kilomètres, vient s'y ajouter à une époque inconnue.

## Histoire

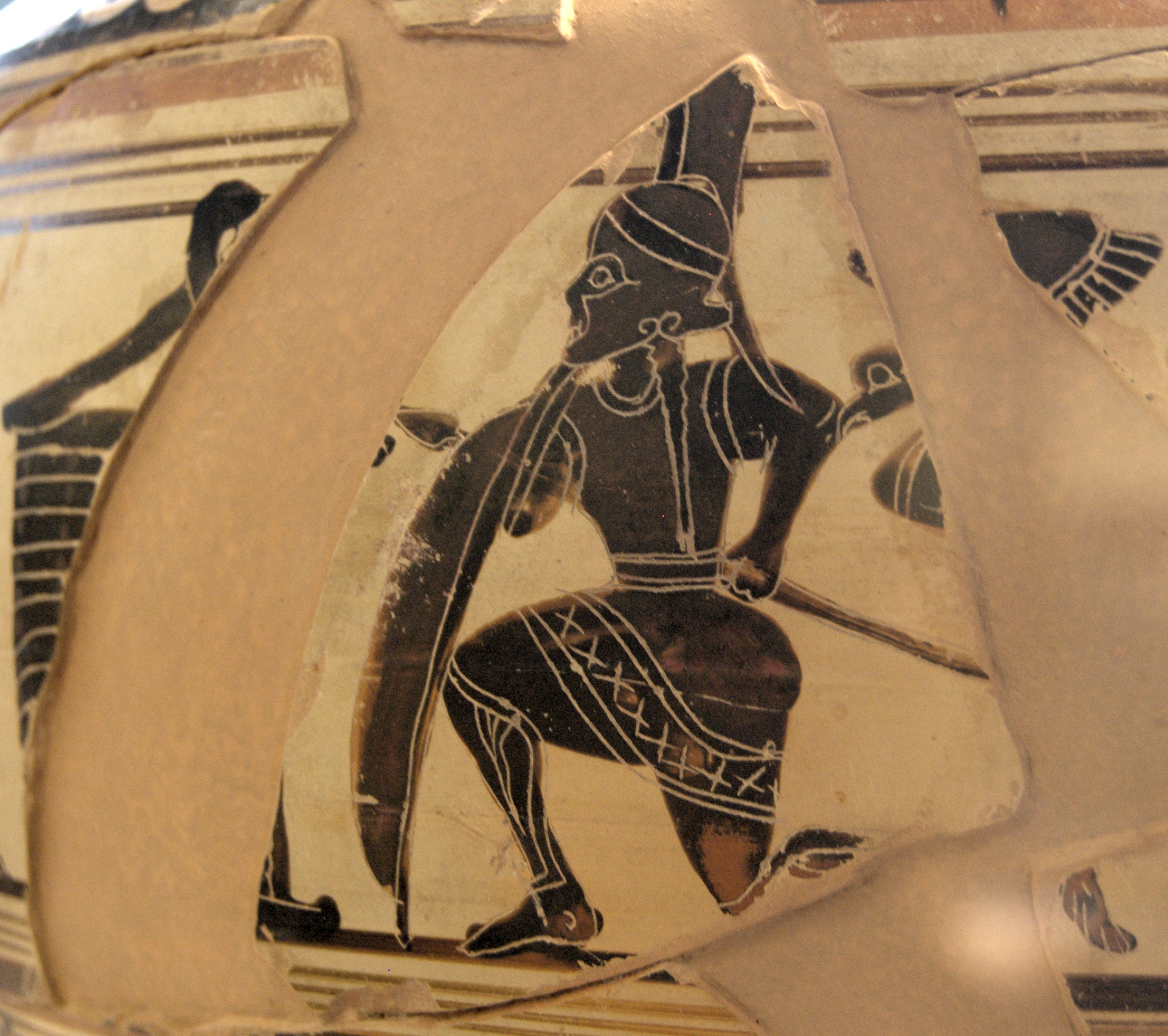
Dinos laconien du Peintre des Cavaliers,
560-540 av. J.-C., musée du Louvre.

### Âges obscurs et époque archaïque (XIIe–VIesièclesav. J.-C.)
Sparte apparaît déjà chez Homère : Ménélas, époux de la belle Hélène, règne sur « Lacédémone aux profondes vallées ». La transition entre cette ancienne ville et la Sparte dorienne s'explique pour les Anciens par le « retour des Héraclides » : Hyllos, fils d'Héraclès, doit fuir le Péloponnèse à la suite des persécutions d'Eurysthée. Après plusieurs tentatives avortées, Téménos reconquiert la terre de son arrière-grand-père. Il prend pour lui la souveraineté d'Argos et donne à ses frères les royaumes voisins : Cresphontès reçoit la Messénie et Aristodème (ou ses fils) la Laconie.
Les archéologues ont mis au jour 21 sites mycéniens habités en Laconie, dont Amyclées et le Ménélaion, qui ont pu être pris à l'époque classique pour des restes de la Sparte homérique. Le retour des Héraclides a été interprété comme la version mythique d'une invasion des Doriens, un peuple venu du Nord et parlant le grec. D'après les travaux récents, il semble qu'il n'y ait pas eu d'invasion mais une longue assimilation.
D'après les données archéologiques, Sparte à proprement parler est fondée avant le milieu du Xe siècle av. J.-C., ce qui contredit la chronologie traditionnelle plaçant le « Retour » quelques générations après la chute de Troie. On ne sait rien ou presque sur cette période de son histoire. Les premières traces sûres de l'expansion spartiate remontent au VIIIe siècle, avec la conquête d'Amyclées, Pharis et Geronthrae. Les Spartiates remontent ensuite vers les sources de l'Eurotas puis se lancent dans la conquête de la Messénie, qui donne lieu à trois guerres dont ils sortent vainqueurs.

### Époque classique (Ve–IVesièclesav. J.-C.)

#### Sparte face aux Perses
Au début du Ve siècle av. J.-C., les riches cités d'Ionie, alors sous domination perse, se révoltent contre cette domination et sollicitent le soutien de Sparte mais celle-ci refuse de s'engager dans une expédition outre-mer. C'est Athènes qui envoie son aide aux rebelles et attire les représailles perses sur la Grèce. À Marathon en -490, les Athéniens repoussent les Perses sans attendre le contingent spartiate. Les Perses attaquent une nouvelle fois la Grèce par le nord en -485, menés par le nouveau roi des rois, Xerxès, fils de Darius Ier. Athènes et ses alliés offrent le commandement suprême à Sparte, toujours considérée comme la première puissance de Grèce, et son roi Léonidas, pour arrêter les Perses, se place avec une armée largement inférieure en nombre au défilé des Thermopyles : c'est la bataille des Thermopyles. Ce passage étroit permet ainsi aux Spartiates de résister  à la grande armée perse jusqu'à ce que celle-ci trouve un chemin pour les prendre à revers. C'est la flotte athénienne qui remporte la première victoire décisive à la bataille de Salamine et coupe le ravitaillement des Perses mais Sparte reprend le commandement sur terre : son régent Pausanias, à la bataille de Platées, écrase le corps expéditionnaire perse, assurant la victoire des Grecs dans les Guerres médiques. Cependant, les éphores, redoutant l'ambition personnelle de Pausanias, l'empêchent de poursuivre sa campagne sur l'Hellespont et c'est Athènes qui achève la « libération » de l'Ionie.

#### La lutte pour l'hégémonie en Grèce
Sparte, puissance terrestre et conservatrice, devient progressivement la rivale d'Athènes qui a une politique d'impérialisme naval et assujettit les cités égéennes dans la ligue de Délos. Sparte défend l'autonomie des cités de la ligue du Péloponnèse et se trouve poussée à la guerre par ses alliés maritimes, Corinthe et Mégare, dont les intérêts s'opposent directement à ceux d'Athènes ; en revanche, celle-ci réclame le droit pour les cités de choisir leur régime politique, c'est-à-dire la démocratie, ce qui est contraire à la politique aristocratique de Sparte. Pendant la longue Guerre du Péloponnèse (431 à 404 av. J.-C.), Athènes refuse plusieurs fois la paix offerte par Sparte. 
Vers la fin de cette guerre, Sparte bénéficie des erreurs cumulées d'Athènes, qui perd ses meilleures troupes dans l'expédition de Sicile, et d'une aide financière de l'Empire perse, soucieux d'équilibrer les pouvoirs en Grèce et de rétablir sa domination sur les cités d'Ionie. Athènes, battue sur mer par Lysandre à Aigos Potamos et affamée par le blocus, doit capituler en 404 av. J.-C., renoncer à son empire maritime, raser les Longs Murs et accepter le régime pro-spartiate des Trente Tyrans.  
Pour remercier Cyrus le Jeune, vice-roi perse d'Asie mineure qui avait financé leur flotte contre Athènes, les Spartiates facilitent le recrutement de l'expédition des Dix Mille (401-399) qui est un échec mais montre la vulnérabilité de l'Empire perse. Agésilas II reprend alors la politique impérialiste d'Athènes en Ionie pour y établir des gouverneurs, les harmostes. Les Perses décident de financer les ennemis de Sparte : Athènes, Thèbes, puis Corinthe et Argos. En 396, Agésilas doit abandonner ses conquêtes pour secourir sa patrie menacée dans la guerre de Corinthe. L'épuisement des belligérants aboutit à un compromis : la paix d'Antalcidas de 387 av. J.-C. restitue l'Ionie aux Perses tout en laissant à Sparte un statut d'hégémon de la Grèce d'Europe et arbitre des libertés du monde grec. Asseyant son nouveau statut, Sparte installe peu à peu dans toutes les villes grecques des gouvernants à sa solde. En 382, elle prend le contrôle de Thèbes dont les opposants se réfugient à Athènes. 

#### Le duel contre Thèbes et l'irruption de la Macédoine
En 378, Thèbes est libérée, les Spartiates chassés avec l'aide discrète des Athéniens. Sparte, incrédule sur le véritable rôle joué par sa rivale, lui déclare la guerre. La confédération athénienne est reformée (377), à laquelle se joint Thèbes, contre Sparte. En 376, à la bataille de Naxos, Sparte est défaite, sa flotte militaire coulée par la marine de la nouvelle confédération athénienne, mettant définitivement fin à sa puissance navale. En 375, Sparte essaye vainement de reprendre Thèbes et est même peu à peu chassée de Béotie (bataille de Tégyres 375) ; elle tente sans succès de prendre Athènes par surprise par le coup de Sphodrias en 375. La même année, Sparte est aussi chassée de Corcyre, nouvelle alliée des Athéniens. L'année suivante, elle est attaquée en Phocide par les Thébains. Plus au nord, la Thessalie est unifiée par Jason de Phères (375/4), constituant une nouvelle menace pour Lacédémone. Sparte, débordée sur tous les fronts, obtient de l'aide  d'un vieil allié, Denys de Syracuse : un armistice est conclu avec Athènes (paix de 374). Mais Thèbes continue à reconquérir la Béotie, où elle rase Platées en 373,  et étend son influence en Phocide où les Thébains progressent. Sparte envoie alors une puissante armée pour écraser la puissance croissante de Thèbes mais subit une lourde défaite à la bataille de Leuctres de 371 av. J.-C. : la cité perd 400 de ses 2 000 Homoioi et ne se remettra jamais de cette lourde diminution de son corps civique et militaire. La politique de Sparte se replie sur le Péloponnèse. 

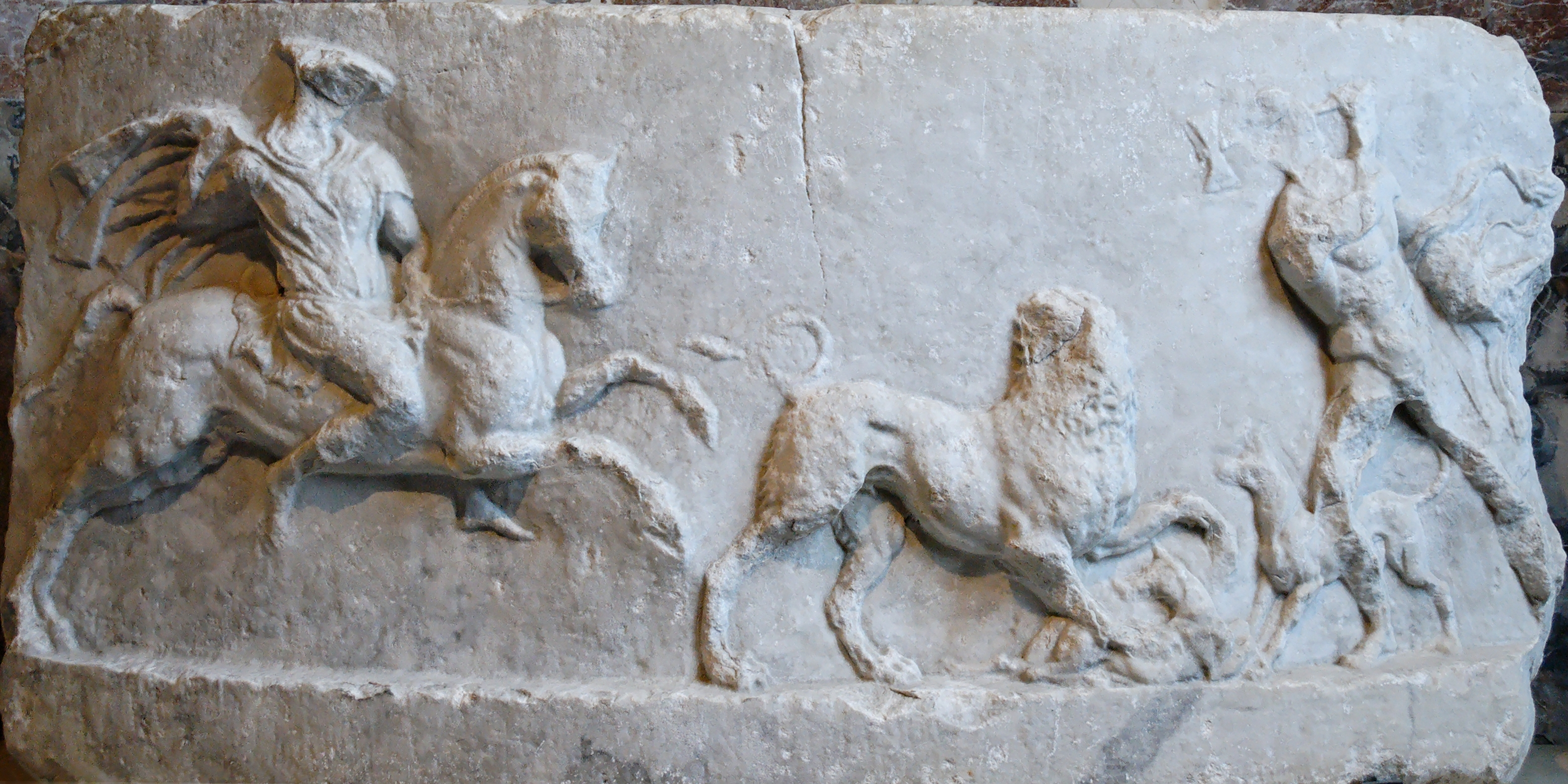
Scène de chasse,, découvert à Messène. (musée du Louvre)

À mesure que les Thébains descendent dans le Péloponnèse (371/370), les alliés de Sparte se rallient à eux, donnant l'hégémonie sur la Grèce à Thèbes. La Laconie est pillée par les Thébains et mise à sac sans que les Spartiates osent intervenir, chose inédite jusqu'alors, ce qui matérialise la fin de la suprématie spartiate sur la Grèce. Thèbes ruine la domination de Sparte sur ses esclaves  : la Messénie est libérée par Épaminondas et sa capitale, Messène, refondée et entourée de remparts pour faire contrepoids à Sparte ; elle est repeuplée par des périèques et hilotes échappés de Sparte et par des descendants de Messéniens dispersés à Naupacte et jusqu'en Sicile. La fédération arcadienne renaît et se dote d'une capitale fédérale, Mégalopolis. Agésilas parvient à sauver le centre de la Laconie et écarter la menace thébaine : en effet, Thèbes évite de trop renforcer les puissants Arcadiens tandis que Sparte, à partir de 369, forme une nouvelle alliance avec Athènes, bientôt financée par les Perses. Les Thessaliens parviennent à affaiblir Thèbes en tuant son autre grand général, Pélopidas, en 364. Deux ans plus tard, les Spartiates sont de nouveau battus à la Mantinée mais Épaminondas y perd la vie et Thèbes, après sa mort, est incapable de conserver son hégémonie. La montée en puissance de la Macédoine dans le jeu politique des cités grecques, à partir des années 350, laisse un répit à Sparte : celle-ci reste à l'écart de la coalition d'Athènes, Thèbes et autres cités qui affronte Philippe de Macédoine à Chéronée en 338. La Grèce péninsulaire est intégrée dans la ligue de Corinthe sous tutelle macédonienne, à l’exception de Sparte qui reste la dernière cité pleinement indépendante.

### Époque hellénistique
Pendant qu'Alexandre le Grand se lance à la conquête de l'Empire perse, Sparte tente de soulever le Péloponnèse contre la domination macédonienne mais la phalange macédonienne, renforcée par de nombreux mercenaires, écrase la petite armée spartiate d'Agis II à la bataille de Mégalopolis en 331. Les Homoioi se voient réduits à un très petit nombre, la puissance militaire et l'équilibre intérieur de Sparte sont compromis : la cité doit livrer des otages et tombe définitivement au rang de puissance mineure. Sparte ne joue qu'un rôle insignifiant dans la guerre des Diadoques mais, en 315, doit pour la première fois se doter d'une fortification, une simple palissade, reconnaissant que la supériorité de ses hoplites ne suffit plus à la défendre.
Au IIIe siècle av. J.-C., les difficultés dues à son système socio-politique et au déclin de sa population d’Homoioi entraînent plusieurs réformes menées successivement par Agis IV, Cléomène III puis par l'usurpateur Nabis. Sparte s'allie à Rome contre la Ligue étolienne. Elle doit cependant lutter aussi contre la Ligue achéenne et finit comme les autres cités par être absorbée par Rome en 146 av. J.-C..

### Époque romaine

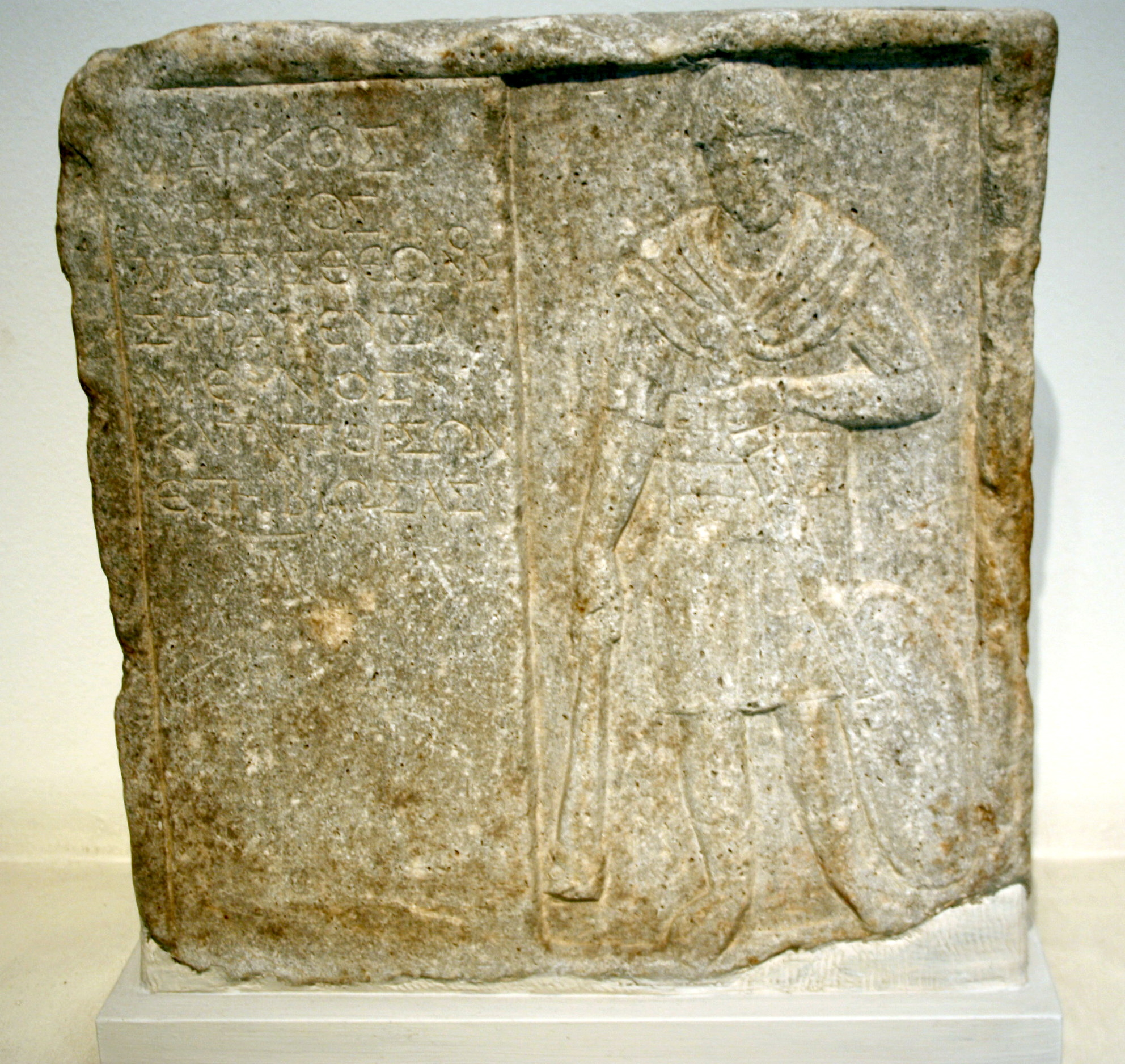
Stèle funéraire de M. Aurelius Alexys, spartiate enrôlé dans l'expédition militaire de Caracalla contre les Parthes.

Sous l'Empire romain, Sparte bénéficie du statut avantageux de cité libre et conserve des institutions spécifiques. Elle jouit d'un prestige certain en raison de la gloire de son passé et tente de remettre en valeur l'agogé spartiate, cultivant même dans les années 130 un archaïsme linguistique. Les empereurs romains reconnaissent et utilisent parfois ce prestige, ainsi Lucius Verus et Caracalla ont des contingents de Spartiates parmi les troupes qu'ils mènent contre les Parthes, répétant la lutte passée contre les Perses. En 396, Sparte est mise à sac par les Goths d'Alaric et ne semble pas s'en être relevée, le site n'est plus que hameaux de bergers. Jean d'Éphèse relate que trois siècles plus tard, ce sont les duchés slaves des Ézérites et des Mélinges qui s'installent dans la région, avant d'être absorbés par les autochtones grecs.
Les Byzantins repeuplent le site et lui donnent l'ancien nom homérique de Lacédémone.
Après 1204, les Francs construisent une nouvelle ville fortifiée, Mistra, sur un éperon de la chaîne du Taygète, à l'ouest de Sparte.

### Époque moderne
Une ville est refondée sur le site en 1834 : c'est la Sparte actuelle.

## Organisation sociale

### Population
Les citoyens spartiates ne représentent qu'une faible partie de la population globale de la cité. Selon Isocrate, ce sont 2 000 Doriens qui envahissent la Laconie, simple supposition sans valeur réelle. Aristote rapporte que, selon certains, les Spartiates sont au nombre de 10 000 sous les premiers rois. Là encore, il est difficile de porter foi à ce chiffre rond. La première mention fiable est celle que fournit Hérodote : en 480 av. J.-C., le roi Démarate estime le nombre des hoplites mobilisables à un peu plus de 8 000 ; un an plus tard, 5 000 hoplites spartiates sont présents à la bataille de Platées. Ce nombre décroît tout au long du Ve, principalement en raison du tremblement de terre de 464 av. J.-C., qui selon Plutarque, détruit le gymnase, tuant ainsi tous les éphèbes, et de la révolte des Hilotes (dix ans de guérilla). Ainsi, à la bataille de Leuctres, en 371 av. J.-C., il n'y a plus que 1 200 hoplites mobilisables, dont 400 meurent au cours du combat. Aristote assure que de son temps, on compte à peine mille citoyens.
Le nombre de Périèques est supérieur au nombre d’Homoioi. On peut penser qu'il y avait environ cent agglomérations périèques : Sparte était surnommée, selon Strabon, la « Cité aux cent villes ». Les Hilotes, eux, peuvent être estimés de 150 000 à 200 000. D'après Thucydide, c'est le plus important groupe servile de Grèce.

### Les citoyens

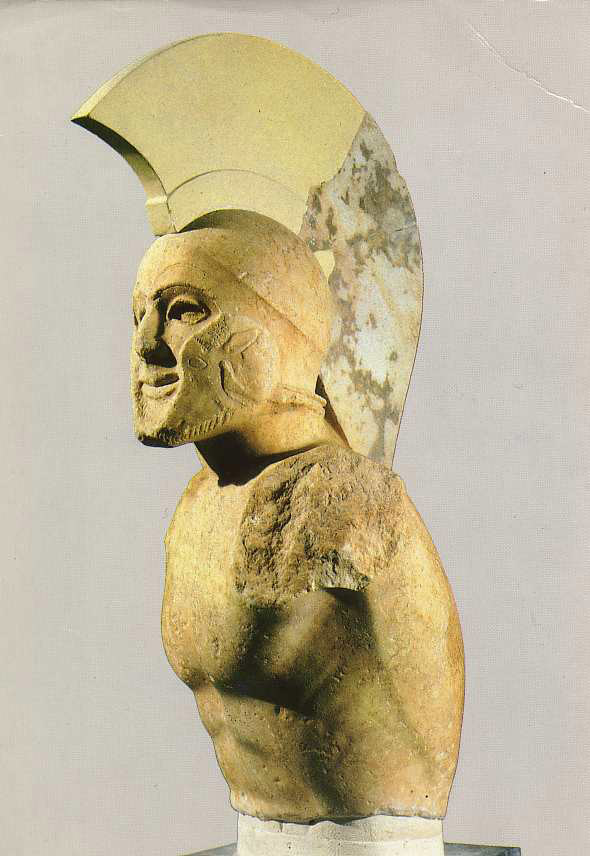
Buste d'un hoplite casqué, dit « Léonidas », début du, Musée archéologique de Sparte.

Seuls jouissent de droits politiques les Spartiates à proprement parler, aussi appelés ἄστοι / astoi (« citadins ») — terme plus aristocratique que l'habituel πολίτης / polítês — ou encore Ὅμοιοι / Hómoioi c'est-à-dire « les Pairs », « les Semblables ». Il n'est pas certain que tous les Spartiates soient des Homoioi : certains citoyens, considérés comme des lâches au combat, sont soumis à toutes sortes de brimades et de vexations : obligation de payer la taxe des célibataires, rejet dans les équipes de ballon et les chœurs. L'historiographie les appelle traditionnellement les tresantes, les tremblants. Ils ne cessent pas d'être citoyens, mais deviennent des citoyens de seconde zone.
Pour être un citoyen spartiate, quatre conditions doivent être réunies :
- être issu d'un citoyen spartiate et de la fille d'un citoyen spartiate (les bâtards sont distingués des citoyens à part entière)
- avoir subi l'éducation spartiate
- participer aux repas collectifs (syssities)
- posséder un domaine (kleros) permettant de payer son écot à ces repas.

Le terme Homoioi témoigne, selon Thucydide, du fait qu'à Sparte « s'est instaurée la plus grande égalité dans les genres de vie entre les possédants et le grand nombre » : tous mènent une vie commune et austère.

### Les non-citoyens
Les Hilotes sont les paysans dépendants de Sparte. Leur statut est créé avec la réforme de Lycurgue. Ils ne sont pas des esclaves-marchandises, mais leur statut est souvent rapproché des serfs médiévaux :
- ils sont attachés au kleros qu'ils cultivent
- ils se marient et ont des enfants
- la différence entre la rente du kleros servie au citoyen et la récolte leur revient.

Exceptionnellement, ils sont enrôlés pour combattre, et peuvent être affranchis ensuite. Plus nombreux que les Homoioi, ils ont subi la réforme de Lycurgue en étant mis à l'écart. Craignant leur révolte, les Spartiates leur déclarent solennellement la guerre chaque année, les avilissent en permanence et les terrorisent.
De la même façon, les Périèques (habitants du pourtour) sont libres mais appartiennent néanmoins à l'État lacédémonien et, comme tels, ils servent dans l'armée civique. En revanche, ils ne jouissent d'aucun droit politique dans ce cadre : ils ne peuvent pas accéder aux magistratures ni même participer à l'Assemblée. Pourtant, ils sont libres et citoyens de leurs propres villes. Ils détiennent le monopole du commerce et partagent celui de l'artisanat avec les Hilotes. Ils comptent également des paysans, refoulés sur les terres médiocres.
Sparte possède également d'autres catégories d'hommes libres non citoyens, appelées conventionnellement Inférieurs : citoyens déchus par pauvreté (ne pouvant plus payer leur part aux syssities) ou par lâcheté au combat (les tresantes), Hilotes affranchis (néodamodes), Skirites, etc.

### L'éducation spartiate

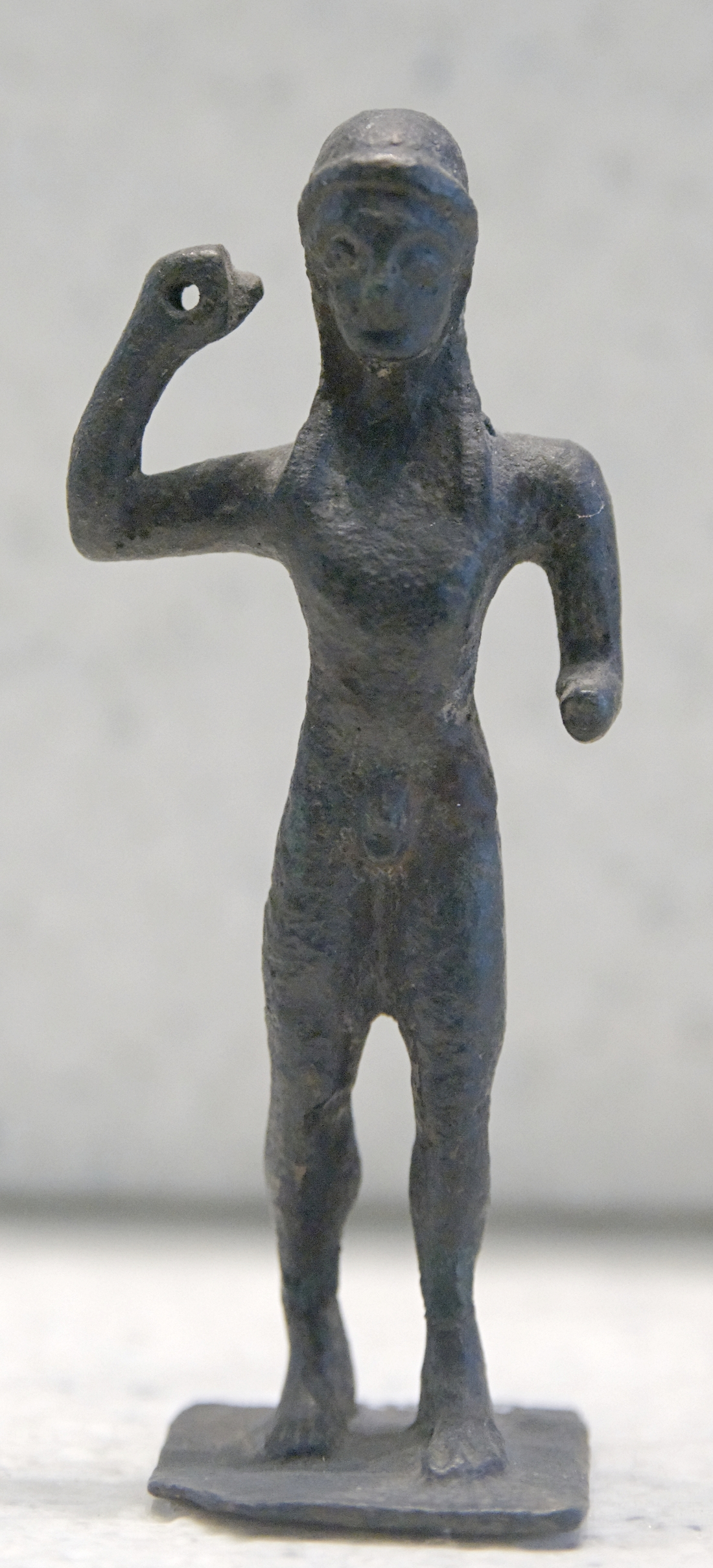
Lanceur de javelot,
525-500 av. J.-C.,
provenant du temple d'Apollon Hypertéléatas en Laconie.
(musée du Louvre)

Établie par Lycurgue et ne prenant fin qu'à l'époque romaine, l'éducation spartiate ou ἀγωγή / agôgế présente les particularités d'être obligatoire, collective et organisée par la cité. Symbole de « l'exception spartiate », elle est également mal connue : la plupart des sources sont tardives. Or l’agôgê a connu au moins une interruption, imposée par la Ligue achéenne au IIe siècle av. J.-C., et peut-être une autre au IIIe siècle av. J.-C.. Il est donc difficile de savoir dans quelle mesure les descriptions hellénistiques et romaines peuvent également s'appliquer à la période archaïque et classique.
Selon Plutarque, le nouveau-né spartiate est examiné par une commission d'anciens pour déterminer s'il est beau et bien formé. Si ce n'est pas le cas, il est considéré comme une bouche inutile et une charge pour la cité : il est jeté dans un précipice appelé le gouffre des Apothètes. Cette affirmation, rapportée par le seul Plutarque, est aujourd'hui remise en doute par des archéologues, qui n'ont trouvé aucun ossement d'enfant à l'endroit indiqué. En outre, au moins à l'époque romaine, la décision d'élever ou non un enfant est laissée à la famille, comme partout ailleurs en Grèce.
De l'enfance à l'âge adulte (de 7 à 20 ans inclus), le jeune Spartiate est embrigadé par classe d'âge, hors de la tutelle parentale et suit une éducation militiaire. Il vit à la dure : le crâne rasé, il ne reçoit qu'un manteau (himation) par an et marche pieds nus ; il dort sur une paillasse de roseaux de l'Eurotas qu'il a cassés à la main. Divers concours (combats rituels à Platanistas, flagellation au sanctuaire d'Artémis Orthia) visent à mettre en avant les plus vigoureux et les plus endurants à la douleur. Cette éducation entend former des soldats obéissants, efficaces et attachés au bien de la cité, avant leur gloire ou leur bien-être personnel.

### Les femmes

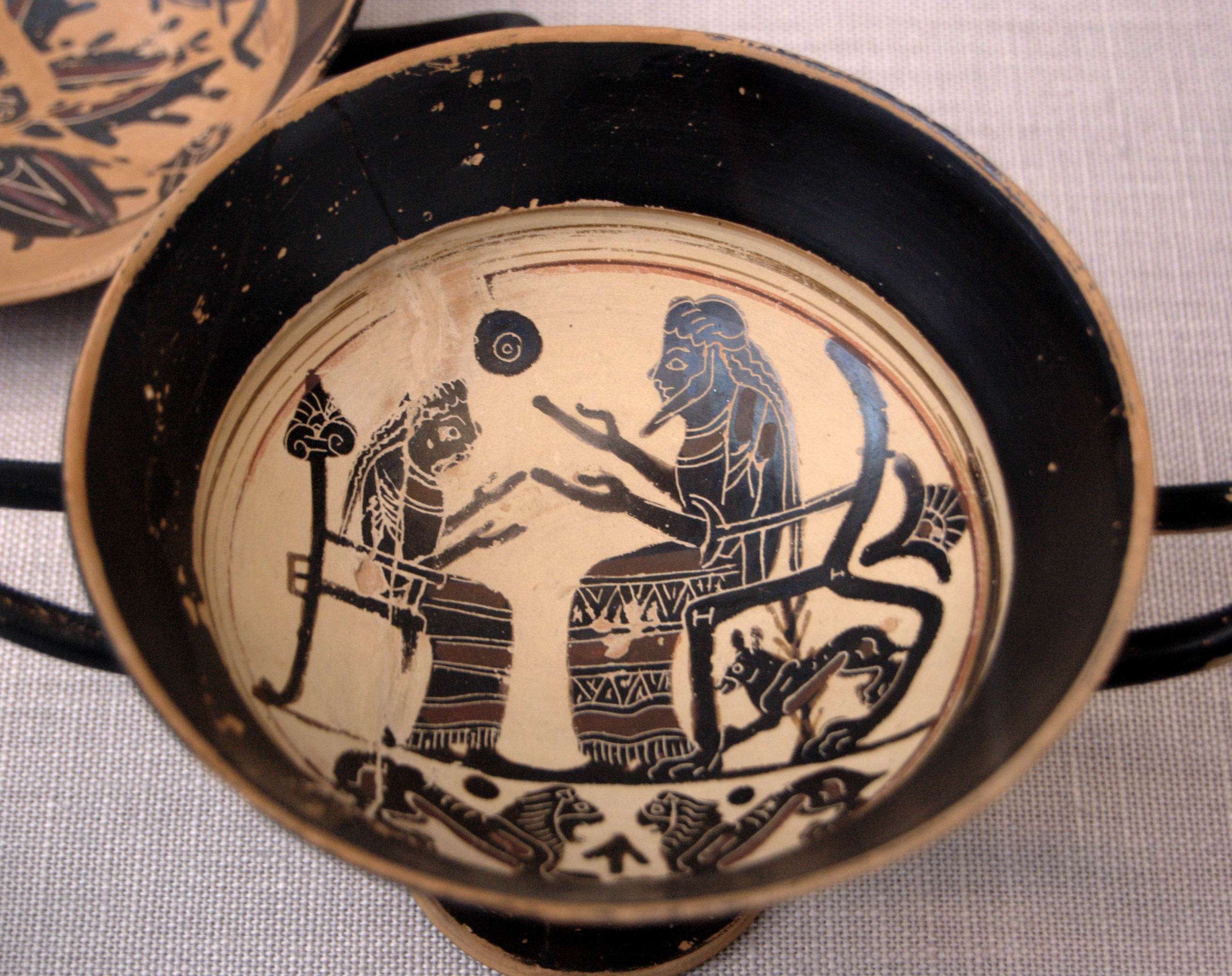
Couple, kylix laconien à figures noires, 590-550 av. J.-C., Staatliche Antikensammlungen de Munich.

Sparte prévoit une éducation pour les filles consistant principalement en un entraînement sportif, où les femmes s'entraînent nues comme les hommes, ce qui entraîne la moquerie des Athéniennes dans Aristophane. Ceci peut être dans le but ultime de produire des mères fortes et saines, aptes à engendrer des enfants vigoureux. Elle comprend également un apprentissage de la musique et de la danse, indispensables pour les fêtes religieuses.
Les femmes spartiates se distinguent également des autres femmes grecques par leur mariage. Alors que les jeunes Athéniennes épousent à l'âge de quinze ans environ un homme qui en a le double, les Spartiates se marient rarement avant l'âge de 18 ans, et avec un époux du même âge qu'elles. La fidélité n'est pas une obligation, et fréquentes sont les femmes à avoir un enfant d'un autre homme, pour peu que leur mari soit d'accord. Le couple vit dans des communautés regroupant d'autres guerriers, et une trop grande intimité entre le mari et la femme, considérée comme un obstacle à la passion, n'est pas encouragée. Le mariage lui-même se fait par enlèvement ; on rase ensuite le crâne de la jeune fille, qui est habillée en homme et laissée dans une pièce sans lumière où elle est rejointe par son époux, qui a quitté discrètement le banquet commun.
Devenue mère, la femme spartiate est censée se conformer à un modèle héroïque dont les Apophtegmes lacédémoniens de Plutarque donnent de bons exemples. Dans ce recueil, on voit des Lacédémoniennes exhorter leurs enfants au courage, se réjouir de la mort glorieuse de leurs fils au combat et inversement s'indigner de les voir revenir en vie alors que les autres sont morts. Dans l'un des aphorismes les plus célèbres, une mère dit à son fils de revenir avec son bouclier ou sur son bouclier, c'est-à-dire vainqueur ou mort. La réalité n'est pas si édifiante : lorsque Thèbes envahit Sparte après la bataille de Leuctres, les femmes s'enfuient, voire causent plus de désordres dans la ville que les ennemis.
L'historien Nicolas Richer souligne l'importance qu'ont prise les femmes en raison de l'absence fréquente des hommes occupés à faire la guerre, ce qui aboutit à une collectivité quasi gynocratique. Ainsi, Xénophon et Polybe signalent une situation de polyandrie opposée au patriarcat commun dans le reste de la Grèce.

## Système politique
Le système politique spartiate, ainsi que le système d'éducation, sont censés être l'œuvre du mythique Lycurgue au VIIe siècle av. J.-C., bien que Plutarque le situe au IXe ou au VIIIe siècle av. J.-C. Fils d'un roi spartiate, ce dernier serait allé au sanctuaire de Delphes consulter la Pythie, et en aurait rapporté la future constitution spartiate, la Grande Rhêtra. Probablement non écrite, cette constitution est élaborée à l'issue des longues guerres de Messénie, qui fragilisent l'aristocratie et l'ensemble de la cité. Pour permettre à la cité de subsister, l’eunomie (égalité de la loi pour tous) est alors instituée, censée résoudre mécontentements et privilèges. Mais à la différence d'Athènes, l'eunomie est synonyme de grande discipline. Toutes les composantes de la cité font des sacrifices : la royauté, l'aristocratie, le peuple.
Le système de Lycurgue fait coexister des éléments de quatre régimes :
- dyarchie : existence de deux rois
- oligarchie : la gérousie
- tyrannie : les éphores
- démocratie : l'assemblée (Ekklésia).

### L'isonomie totale
La crise du VIIe siècle av. J.-C. n'a pu être résolue que par la création d'une armée d'hoplites, succédant aux guerriers à cheval ou en chars peu nombreux. C'est la création de cette classe de citoyens, par l'absorption de l'aristocratie foncière dans la masse populaire, qui fonde l'isonomie.
Cette absorption a été poussée très loin, afin de créer une égalité totale :
- les aristocrates ont totalement renoncé à leurs privilèges : au VIe siècle av. J.-C., le corps civique spartiate compte 7 000 à 8 000 Égaux (Homoioi)
- l'aristocratie foncière a renoncé à ses terres, pour les mettre en commun ; chacun reçoit un lot égal, le κλῆρος / klễros (« lot, héritage »), inaliénable ; il ne peut le mettre en vente ou l'hypothéquer ; ce kleros est non héréditaire, cultivé par les esclaves d'État (les Hilotes), et le produit est reversé en nature au propriétaire, qui nourrit ainsi sa famille, mais ne peut s'enrichir ; il est également interdit de commercer ; ainsi, chacun est entièrement disponible pour la seule activité civique, la guerre
- l'éducation est la même pour tous et uniquement tournée vers la guerre
- égalité des droits politiques : tous les citoyens participent à l'Assemblée.

### L'assemblée
L'assemblée est le rassemblement des Égaux. Elle est rassemblée à dates fixes.
Les projets mis en forme par la gérousie lui sont soumis. Elle approuve ou non, sans les discuter (aucun citoyen ne prend la parole), les amendements proposés par les éphores. Elle vote les décisions par acclamations, ou, beaucoup plus rarement, par déplacement des votants, mais son vote ne lie pas la gérousie qui peut considérer que le peuple s'est trompé.
Elle élit également les éphores et les gérontes, par un procédé qui paraît puéril à Aristote : des individus enfermés dans un lieu clos mesurent l'intensité des acclamations. Son fonctionnement réel nous est peu connu. On ignore si tous les Spartiates pouvaient y prendre la parole, par exemple pour proposer une loi ou un amendement, ou si l'assemblée se contentait d'élire les éphores et des gérontes.
Pour Aristote, l'assemblée a un pouvoir si faible qu'il ne la mentionne même pas comme élément démocratique du régime spartiate.

### Les rois

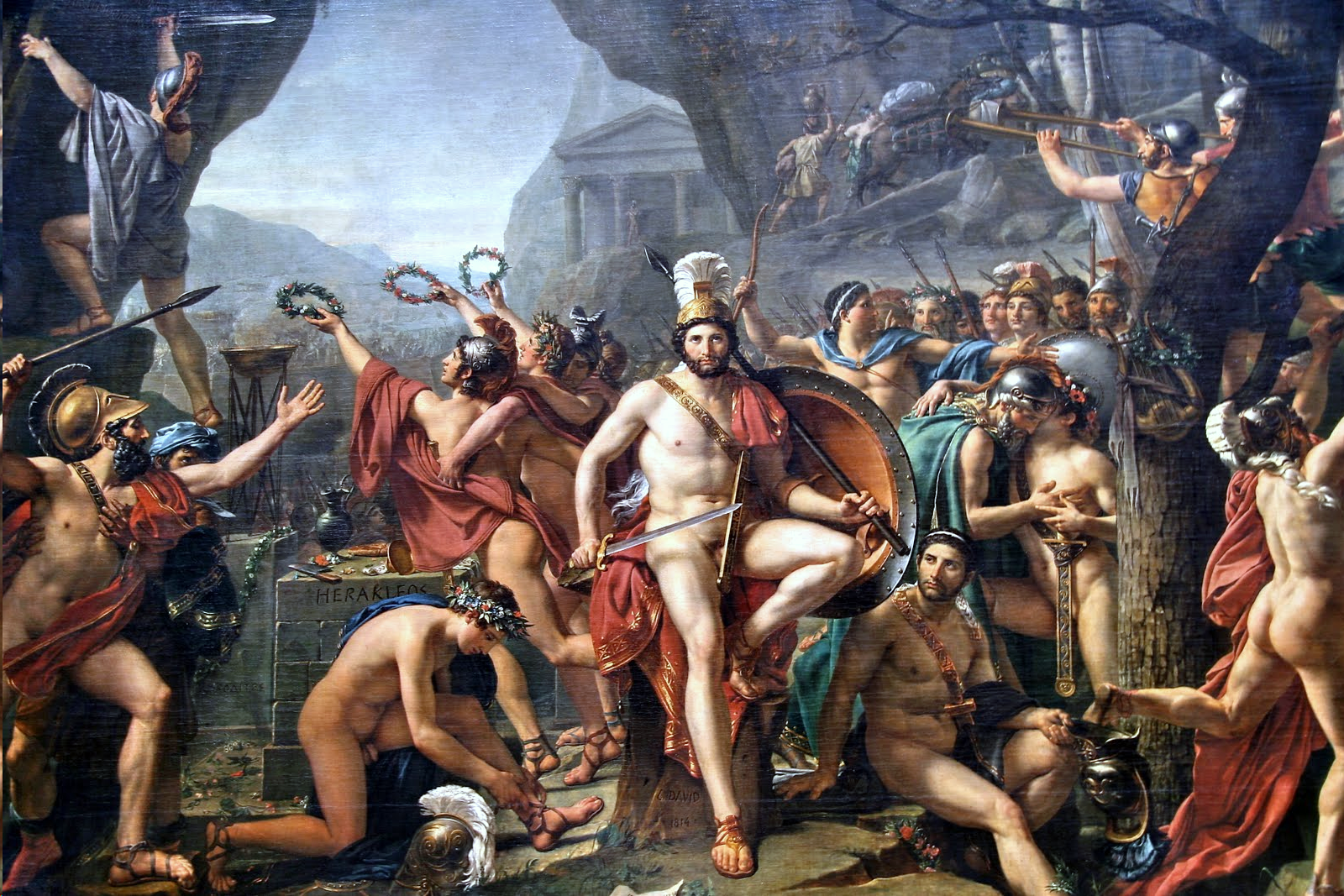
Léonidas aux Thermopyles, Jacques-Louis David, 1814, musée du Louvre.

À partir de la réforme de Lycurgue au VIIe siècle av. J.-C., Sparte possède deux rois supposés égaux. L'un fait partie de la famille des Agiades, l'autre de celle des Eurypontides, deux familles issues, selon la légende, de jumeaux descendants d'Héraclès. Les familles ne peuvent se marier entre elles, et leurs tombeaux se trouvent en des endroits différents.
Le pouvoir royal se transmet au « plus proche descendant du plus proche détenteur du pouvoir le plus royal », c'est-à-dire que le fils passe avant le frère, qu'il y a droit d'aînesse mais que le fils né quand le père est déjà roi prime sur ceux pour lesquels tel n'est pas le cas. Néanmoins, il semble que les Spartiates interprètent de manière libérale cette règle de succession.
Les pouvoirs des rois sont essentiellement militaires et religieux. Au début, ils peuvent mener la guerre contre le pays de leur choix, et leur pouvoir est collégial. En 506 av. J.-C., c'est le « divorce d'Éleusis » et par la suite, les rois mènent campagne seuls. C'est l'Assemblée qui vote la guerre au Ve siècle av. J.-C., et au moins à partir du siècle suivant, les éphores décident de la mobilisation,. Quoi qu'il en soit, le roi en campagne est le commandant en chef. Il prime sur les autres généraux, peut conclure les trêves, et combat au premier rang à l'aile droite, protégé par une garde d'honneur de cent hommes.

### La gérousie
La gérousie est une assemblée de 28 hommes âgés de plus de 60 ans, élus à vie par acclamation à l'Assemblée, après acte de candidature, et des deux rois. Choisis en fonction de leur vertu militaire, les gérontes appartiennent pour la plupart aux grandes familles de Sparte. Cependant, chaque citoyen, sans condition de fortune ou de rang, peut se porter candidat. Ces différents critères de choix en font l'instrument du conservatisme.
Ils jouent un rôle politique éminent : ils sont seuls à pouvoir préparer les lois, et à en avoir l'initiative. Ils ont également l'équivalent d'un droit de veto sur les votes de l'Assemblée, probablement à une époque où les éphores peuvent aussi introduire des propositions de loi ; jusqu'au IIIe siècle av. J.-C., on ne connaît aucun veto de la gérousie. Ils gèrent toutes les affaires de politique intérieure. Ils ne rendent pas de comptes.
Ils constituent également le tribunal suprême, qui juge les crimes et prononce la peine de mort et la perte des droits civiques. Réunis avec les éphores, ils peuvent même juger les rois.

### Les éphores
Les cinq éphores sont un directoire qui constitue de véritables antagonistes aux rois. La date de leur fondation n'est pas connue. Ils sont élus pour un an par l'assemblée, et non rééligibles.
Comme leur nom — dérivé du verbe oraô, « surveiller » — l'indique, ils sont chargés de surveiller les rois et les habitants de la cité, et notamment de s'assurer du respect des traditions. Ils peuvent infliger des amendes, des peines de prison (même aux rois) et ordonner des exécutions — notamment, faire exécuter sans jugement des Hilotes, comme pendant la kryptie. Ils sont également chargés des affaires étrangères, exécutent les décisions de l'assemblée (qu'ils président), ordonnent la mobilisation et prennent d'eux-mêmes des décisions urgentes. L'un d'entre eux (on ne sait comment il est choisi) donne son nom à l'année et aux documents officiels : on l'appelle ainsi l'éphore éponyme. Susceptibles d'être choisis parmi les citoyens d'extraction modeste, ils sont un élément d'égalitarisme dans la société spartiate.
Leur pouvoir est si grand qu'Aristote le qualifie d'« égal à celui des tyrans »,. En fait, ils sont censés représenter le peuple : Cicéron les compare aux tribuns de la plèbe. Tous les mois, les rois jurent de respecter les lois, et les éphores de maintenir la royauté. Leur pouvoir a des bornes : ils ne sont pas rééligibles ; ils sont soumis à reddition de comptes sur initiative de leurs successeurs et peuvent être mis à mort à cette occasion.

## Économie
Le modèle économique de Sparte se fonde sur une idéologie contre-économique particulièrement poussée. En théorie, il est interdit aux Homoioi (Pairs) d'exercer une activité productive, domaine exclusif des Périèques et des Hilotes. Ces derniers sont chargés d'exploiter le kleros (lot de terre) des Homoioi, auxquels ils versent une rente (apophora). Comme les Grecs en général, les Périèques se consacrent principalement à l'agriculture, et probablement aussi à l'artisanat et au commerce.
En théorie toujours, la monnaie est bannie par une triple série de mesures. D'abord, elle est rendue inutile : les repas sont assurés en commun ; le luxe et les arts frivoles sont bannis. La plupart des échanges sont donc non-monétaires. Ensuite, la monnaie est rendue difficile d'emploi : les pièces d'or et d'argent sont proscrites ; seule existe une monnaie en fer (nomisma) de valeur très faible comparée à son poids, puisqu'il faut une brouette pour transporter la somme assez modeste de dix mines (cent drachmes), et qui n'a pas cours à l'extérieur de la cité. Enfin, les richesses sont censées être méprisées.
En réalité, la plupart des historiens s'accordent à penser que la Sparte archaïque n'a pas connu de loi interdisant la monnaie. Plusieurs témoignages attestent également que les Lacédémoniens utilisent à l'époque classique des monnaies frappées. Au lendemain de la guerre du Péloponnèse, la cité s'interroge d'ailleurs sur l'opportunité d'émettre un monnayage d'argent. Elle décide finalement de conserver sa monnaie de fer pour les échanges particuliers, et de réserver l'usage des métaux précieux aux affaires de l'État. Elle rejoint les rangs du reste de la Grèce au début du IIIe siècle av. J.-C., à partir du règne d'Areus Ier qui, à l'instar des monarques hellénistiques, émet des monnaies à son effigie et à son nom.
Malgré l'égalitarisme de la réforme de Lycurgue, la richesse est distribuée de manière très inégale entre les Spartiates. Hérodote peut ainsi évoquer des individus « d'une naissance distinguée, et des plus riches de la ville ». Au IVe siècle av. J.-C., Aristote note que certains possèdent de grandes richesses, alors que d'autres n'ont presque rien, et que les terres sont concentrées entre les mains de quelques-uns. S'il faut en croire Plutarque, une centaine de personnes seulement possèdent de la terre au IIIe siècle av. J.-C..

## Organisation militaire

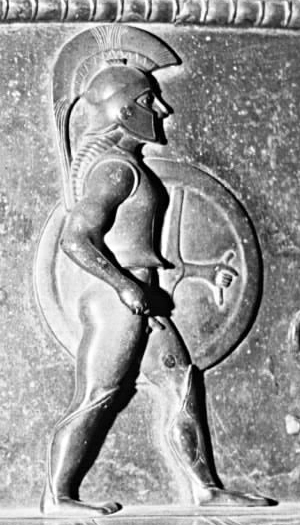
Hoplite, détail du cratère de Vix d'inspiration laconienne, vers 510 av. J.-C.

Comme les autres cités grecques, Sparte accorde une prépondérance marquée au fantassin lourd, l'hoplite, au détriment des archers et des autres troupes légères, ainsi que de la cavalerie. Elle se distingue cependant en ce que tous les citoyens en âge de porter les armes (20 à 60 ans) doivent servir comme hoplites, et non la fraction la plus riche, comme c'est le cas ailleurs. Les Périèques (habitants du pourtour de Sparte) combattent également comme hoplites, et même des Hilotes : les 700 Hilotes commandés par Brasidas en Chalcidique, pendant la guerre du Péloponnèse, en sont récompensés par un affranchissement. Par la suite, Sparte crée des unités de Néodamodes, des Hilotes portant l'armure lourde, employés en renfort et en garnison.
Sur le champ de bataille, les hoplites sont groupés par sections, les énomoties, qui comptent normalement un représentant de chaque classe mobilisée — 35 avant la bataille de Leuctres, 40 après. Elles se déploient par ordre d'âge croissant, les jeunes se trouvant donc au premier rang. Au Ve siècle av. J.-C., l'armée est groupée par sections, puis par compagnies (pentécosties), bataillons (loches) et régiment (mores), chaque unité étant commandée par un officier. L'ensemble forme la phalange qui se bat en une seule ligne profonde de huit à douze hommes, renommée dans toute la Grèce pour sa puissance et sa discipline.
Cette discipline se nourrit de l'importance particulière accordée à la « belle mort », c'est-à-dire la mort au combat, avec des blessures par-devant. Le citoyen mort à la guerre a droit à une stèle inscrite à son nom, alors que les autres doivent se contenter de tombes anonymes. Inversement, ceux qui survivent sont suspects ; la mise au ban du corps social attend les lâches, les tresantes. Cette idéologie héroïque n'est pas sans motivations pratiques : l'efficacité de la phalange repose sur sa cohésion. Rester ferme à son poste est donc un devoir civique, mais aussi un gage de survie.
Sparte apparaît aux autres cités grecques comme une spécialiste du combat : décrivant la cérémonie des ordres donnés le matin par le roi à ses troupes, Xénophon note : « si vous assistiez à cette scène, vous penseriez que tous les autres peuples ne sont, en fait de guerre, que des improvisateurs, et que les Lacédémoniens seuls sont vraiment des artistes en art militaire ». Ses critiques lui reprochent même de n'être que cela : pour Platon, l'organisation politique de Sparte est « celle d'une armée en campagne plutôt que de gens vivant dans des villes ». Les historiens préfèrent aujourd'hui relativiser l'image d'une Sparte militariste. En effet, comme dans toutes les cités grecques, l'armée spartiate n'est pas un élément distinct du corps social ; la discipline de la phalange est d'inspiration civique, et non l'inverse.

## Religion
La religion occupe à Sparte une place plus importante que dans les autres cités. En témoigne le nombre de temples et de sanctuaires mentionnés par Pausanias lors de sa visite de la ville : 43 temples de divinités (hiéron), 22 temples de héros (hêrôon), une quinzaine de statues de dieux et quatre autels. Il faut y ajouter les monuments funéraires — nombreux puisque Sparte enterre ses morts à l'intérieur de son périmètre —, dont certains sont aussi des lieux de culte : c'est le cas de ceux de Lycurgue, Léonidas Ier ou encore Pausanias Ier.

### Cultes et divinités

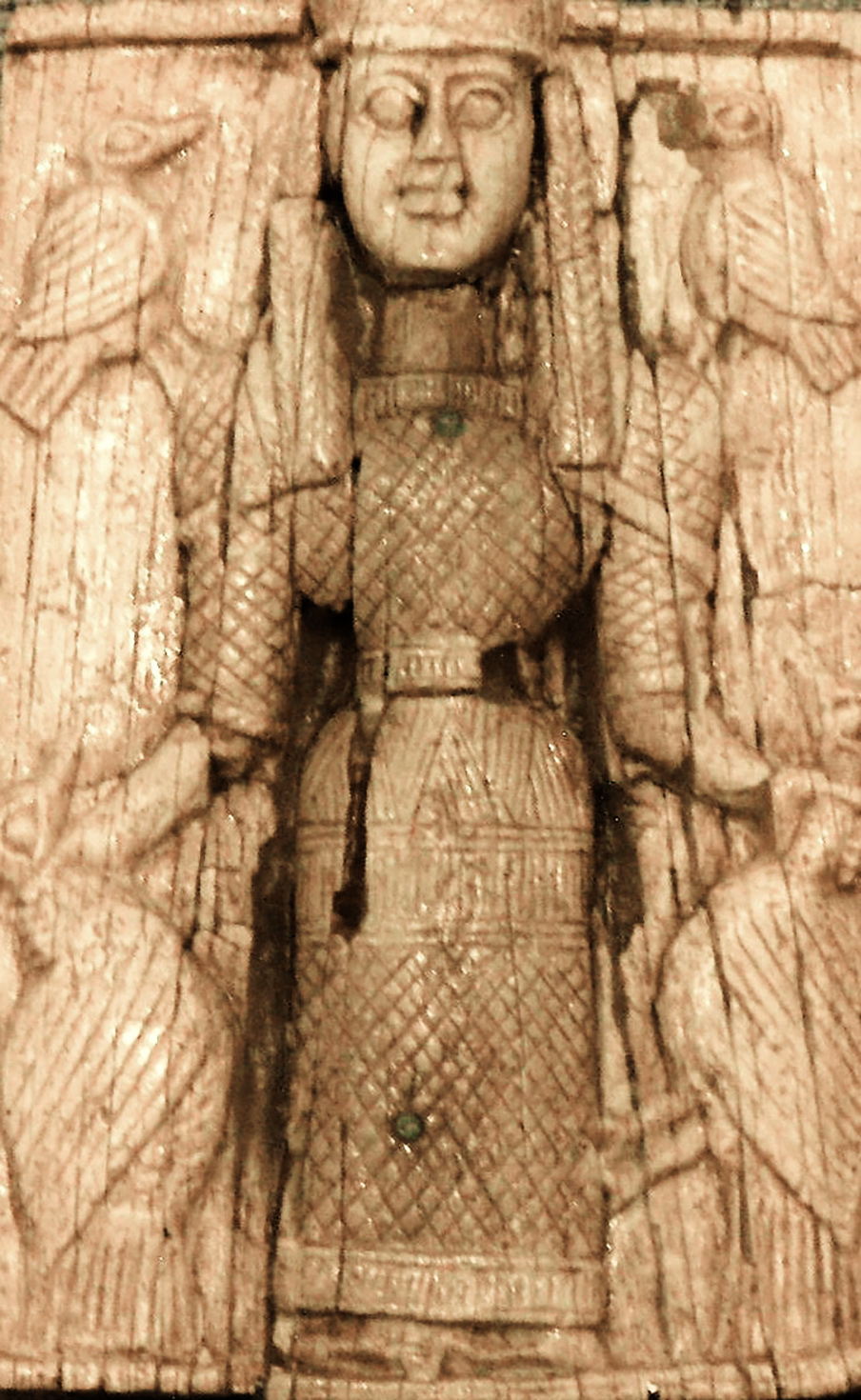
Artémis Orthia représentée comme la « maîtresse des animaux », ex-voto en ivoire déposé dans son sanctuaire, Musée national archéologique d'Athènes.

Les divinités féminines jouent un rôle plus important qu'ailleurs : sur 50 temples mentionnés par Pausanias, 34 sont consacrés à des déesses. Athéna, sous un grand nombre d'épiclèses, est la plus honorée de toutes. Apollon n'a que peu de temples, mais son importance est cruciale : il joue un rôle dans toutes les grandes fêtes spartiates, et le plus important monument religieux de Laconie est le trône d'Apollon à Amyclées. Zeus et Athéna sont devenus des divinités politiques : ils sont qualifiés d’Agoraios, -a « patrons de l’agora », Xenios, -a « protecteurs des hôtes » et Amboulios, -a « conseillers ». La triade Zeus Amboulios, Athéna Amboulia et les Dioscures Amboulioi est héritée et atteste du maintien des fonctions tripartites indo-européennes dans le panthéon spartiate.
Aphrodite possède dans la cité de Sparte un caractère militaire indéniable. Sur l’acropole se situe un temple d’Aphrodite Areia « armée, guerrière ». Aphrodite y possède plusieurs sanctuaires, dont le plus ancien comporte deux statues archaïques : une Aphrodite en armes et Aphrodite Morpho, dont la statue est assise, portant un voile et des chaînes aux pieds. Morpho dérive de μορφή qui signifie la forme dans ce qu’elle a d’harmonieux, et donc la « beauté ». Hélène, double humain de la déesse, assume à Sparte des prérogatives qui lui sont en règle générale attribuées, et est honorée afin qu'elle accorde la beauté à toutes les jeunes filles arrivées à l’âge du mariage. Cette beauté signifie leur capacité de susciter le désir masculin, domaine où la puissance d’Aphrodite est sans partage. Aphrodite est donc notamment liée à la sexualité des jeunes gens, mais ici, ce sont les mères des jeunes mariées qui offrent un sacrifice à la déesse.
Un autre trait particulier est le culte voué aux héros de la guerre de Troie. Achille est, selon Anaxagore, « honoré comme un dieu », et il a deux sanctuaires. De même, sont vénérés Agamemnon, Cassandre (sous le nom d'Alexandra), Clytemnestre, Ménélas ou encore Hélène.
Sparte rend également un culte important à Castor et Pollux, les Dioscures, fils jumeaux de Zeus. Pindare en fait les « intendants de Sparte », et la tradition fait de la cité leur lieu de naissance. Leur dualité rappelle celle des rois. Un certain nombre de miracles leur est attribué, surtout dans la défense des armées spartiates. L'armée part toujours en campagne avec les δόκανα / dókana, un ensemble de deux bâtons liés entre eux qui les représentent,.
Enfin, Héraclès est également à Sparte une sorte de héros national. Il est réputé avoir aidé Tyndare à recouvrer son trône. C'est lui qui aurait bâti dans la cité le temple d'Asclépios. Les douze travaux sont amplement représentés dans l'iconographie spartiate. C'est typiquement la divinité des jeunes.
Comme le reste de la Grèce, Sparte connaît un certain nombre d’abstractions divinisées qui sont représentées ici par les pathèmata. Ce sont des « abstractions d’états du corps » : Phobos « peur », Aidós « Pudeur, retenue », Hypnos « Sommeil », Thanatos « Mort », Gelós « Rire », Eros « Amour », Limos « Faim ». La maîtrise de ces pathèmata consiste dans le contrôle du corps par l’âme.

### Sacrifices et signes divins

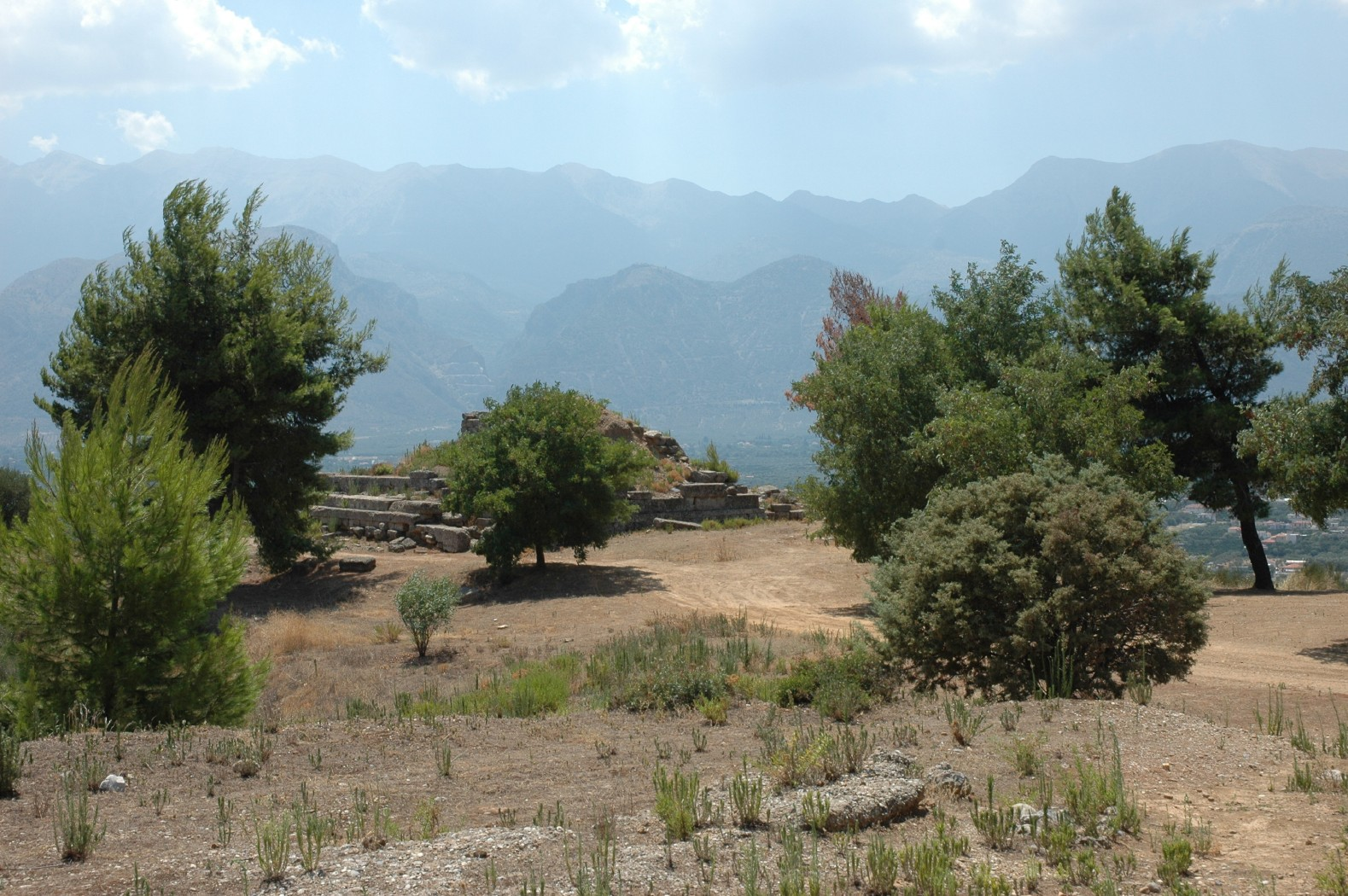
Ruines du Ménélaion, près de Sparte.

Les prêtres jouissent d'une place particulièrement importante. Les deux rois eux-mêmes ont un statut de prêtres : ils ont la charge des sacrifices publics, qui sont très importants, surtout en temps de guerre. Avant le départ d'une expédition, on sacrifie à Zeus Agétor, au moment de passer la frontière, c'est à Zeus et Athéna, et avant la bataille, à Arès Ényalios. Le respect des rites, des fêtes religieuses et des signes divins se manifeste dans beaucoup d'anecdotes, où les Spartiates renoncent au combat devant des augures défavorables, ou des manifestations comme des tremblements de terre.

### Caractères archaïques
La religion à Sparte frappe également par ses aspects archaïques. Ainsi, on trouve des survivances de cultes non anthropomorphiques : Boiai, en Laconie, vénère un myrte sous le nom d'Artémis Sôteira. Pausanias parle également de quinze xoana en Laconie, dont six à Sparte — ce sont des statues de bois à la représentation grossière, antérieure à la religion olympique. L'archaïsme se retrouve également dans les fêtes religieuses spartiates (voir Gymnopédies, Hyacinthies et Karneia), et dans certains sacrifices, comme celui de chevaux à Hélios sur le mont Taygète.

## Culture

### Littérature
Le premier exemple d'alphabet laconien remonte au milieu du VIIIe siècle av. J.-C. : c'est la dédicace d'un aryballe pointu en bronze retrouvé dans le Ménélaion. La netteté des lettres, incisées sur une surface assez dure, implique une certaine habitude et permet de penser que l'alphabétisation était déjà bien répandue. On estime généralement qu'elle remonte aux environs de 775 av. J.-C.
À la fin du VIIe siècle av. J.-C., Sparte s'enorgueillit de posséder l'un des plus grands poètes élégiaques grecs, Tyrtée. Son origine est discutée dès l'Antiquité ; la Souda, un dictionnaire byzantin, hésite entre une naissance à Sparte même et à Milet, en Ionie. On a conservé de lui des fragments de onze élégies, qui concilient l'idéal aristocratique hérité d'Homère et l'idéal de la cité. L'orateur Lycurgue note que les Spartiates partant en guerre se réunissent pour écouter ses poèmes. À la même période, Alcman est amené à Sparte en tant qu'esclave, puis affranchi par son maître ; ses poèmes connaissent un succès tel qu'ils sont lus chaque année durant la fête des Gymnopédies.
Sparte sait également faire venir des poètes reconnus, comme Thalétas, Terpandre ou Timothée de Milet. Diverses traditions les montrent apaiser par leurs chants une crise (stasis) secouant la société spartiate, faisant ainsi d'eux des précurseurs de Lycurgue. Au VIe siècle av. J.-C., selon la tradition, la cité accueille l'un des maîtres de la poésie lyrique, Stésichore. On a conservé de lui un fragment d'une palinodie dans laquelle il nie qu'Hélène soit jamais allée à Troie, sans doute par égards pour les Spartiates qui la considèrent comme une déesse. Au début du Ve siècle av. J.-C., Simonide de Céos écrit un éloge funèbre des guerriers tombés à la bataille des Thermopyles, que les Spartiates semblent déclamer chaque année devant un monument à ces morts, soit à Sparte, soit aux Thermopyles.
Curieusement, Sparte ne fait plus venir de poètes après la venue de Stésichore et ne suscite aucun auteur en son sein. L'illettrisme des Spartiates est d'ailleurs proverbial à l'époque classique chez les Athéniens. Cependant, les rois, officiers généraux, éphores, gérontes et Hippeis communiquaient par des messages écrits sur des supports appelés scytales. Pour ce qui est des citoyens ordinaires, Justin rapporte que pendant les guerres de Messénie, les soldats spartiates écrivent leur nom et patronyme sur des plaquettes de bois qu'ils attachent à leur bras — sorte d'ancêtres des plaques d'identité militaires. Plutarque cite également des lettres envoyées par des mères spartiates à leurs enfants soldats. Il est difficile de savoir si ces deux mentions sont authentiques ou non. De manière plus crédible, Aristophane évoque une poétesse spartiate, Clitagora, et Jamblique mentionne plusieurs pythagoriciennes spartiates.
À l'époque hellénistique, Sparte s'ouvre de nouveau à la littérature et produit des « antiquaires », c'est-à-dire des érudits, qui se spécialisent dans les curiosités de leur propre histoire. Le plus connu d'entre eux, Sosibios, laisse une série de traités sur les cultes et coutumes spartiates, dont le grammairien Athénée préserve quelque fragments. Parallèlement, les familles aisées prennent l'habitude d'envoyer leurs fils à l'étranger pour parfaire leur éducation ; on trouve ainsi un certain « Gorgus le Lacédémonien » parmi les disciples du célèbre stoïcien Panétios de Rhodes. À l'époque romaine, Sparte devient l'un des centres grecs d'études supérieures.

### Art
L'art laconien fleurit surtout à l'époque archaïque ; ses principaux modes d'expression sont la céramique, le bronze et l'ivoire.
La contribution laconienne à la sculpture est bien loin d'atteindre celle d'autres régions grecques, mais peut se comparer à celle de la Béotie. Sparte possède une école de style dédalique au VIIe siècle av. J.-C. dont la production subsistante consiste essentiellement en figurines de terre cuite. Les reliefs funéraires du siècle suivant sont relativement médiocres, mais la statue dite de Léonidas suggère que le reste de la production ait pu être de meilleure qualité.
S'agissant de l'architecture, Thucydide note : « supposons, en effet, que Sparte soit dévastée et qu'il subsiste seulement les temples avec les fondations des édifices : après un long espace de temps, sa puissance soulèverait, je crois, par rapport à son renom, des doutes sérieux chez les générations futures ». Pourtant, Sparte n'est pas dépourvue de tout monument, comme en témoignent les chapitres que consacre Pausanias à la cité : on peut citer la Skias (570-560 av. J.-C.), odéon de forme circulaire, le temple d'Athéna à la Maison de Bronze (fin du IVe siècle av. J.-C.) ou encore la stoa perse, dont la construction a été financée par le butin des guerres médiques. Hors de Sparte même se trouve également le sanctuaire d'Artémis Orthia.

#### Céramique

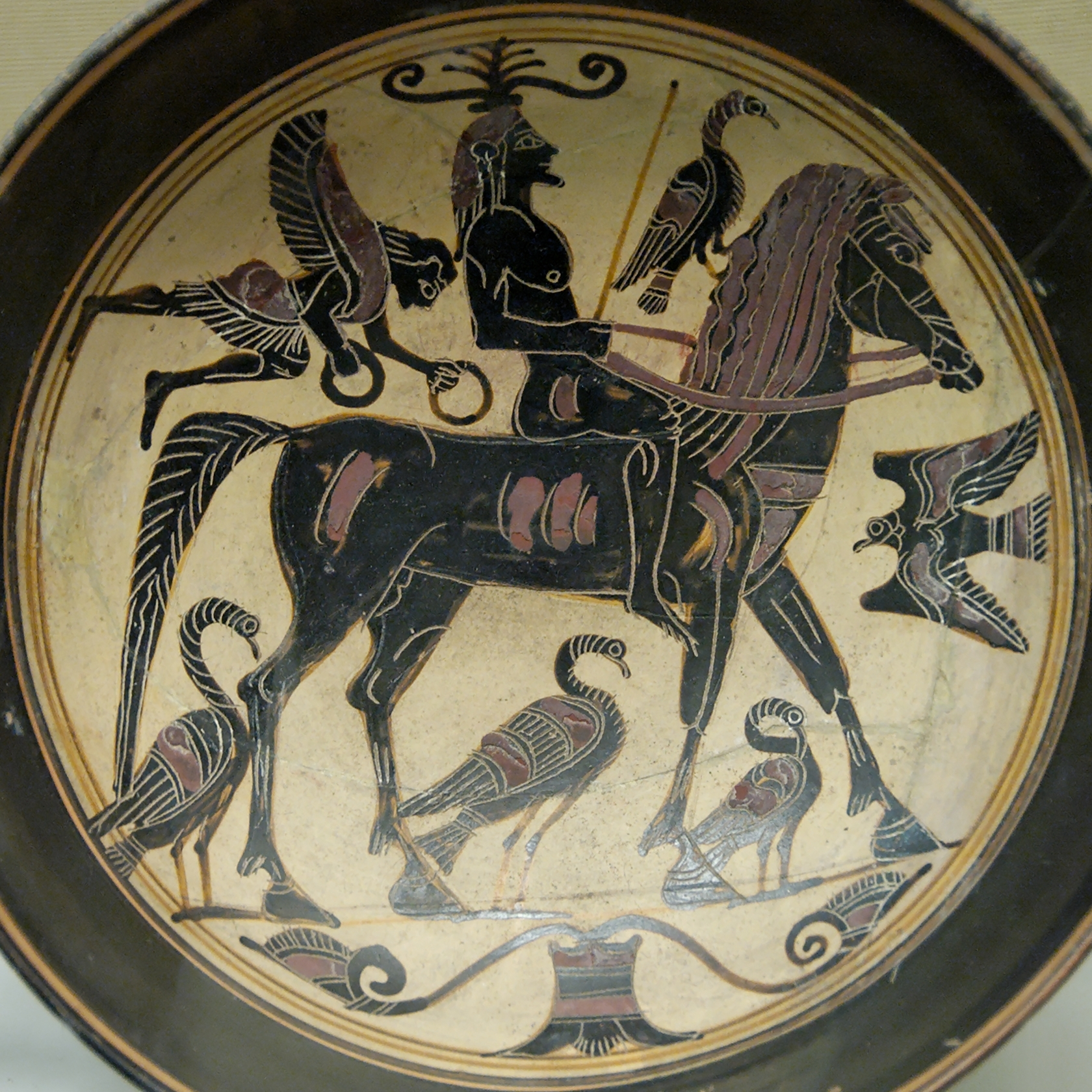
Cavalier aux oiseaux, coupe du Peintre des Cavaliers, v. 550-530 av. J.-C., British Museum.

La céramique laconienne est de style géométrique jusqu'au milieu du VIIe siècle av. J.-C. Le Laconien I se caractérise par un décor alternant carrés et points noirs sur l'embouchure du vase ou encore par des rangées de grenades ; le décor figuré se réduit quasiment à des lions.
Le Laconien II conserve des motifs orientalisants mais introduit la figure noire, presque exclusivement destinée à l'exportation. Cette production atteint son apogée vers 560-550 av. J.-C. ; ses débouchés sont principalement Tarente, colonie de Sparte, mais aussi l'Étrurie, la Cyrénaïque ou le delta du Nil. Le kylix (coupe) à pied haut est la forme privilégiée. On peut identifier quelques grands artistes, comme le Peintre de Naucratis, le Peintre des Boréades, le Peintre d'Arcésilas, le Peintre des Cavaliers et le Peintre de la Chasse. Ce dernier cesse sa production vers 530 av. J.-C. Durant la même décennie, l'exportation de la céramique figurée laconienne prend également fin, supplantée par la céramique à vernis noir.
Les artistes spartiates aiment à représenter Héraclès, le plus souvent comme un hoplite ordinaire, ainsi que les satyres, les divinités trônantes et les démons ailés. En revanche, ni Apollon, ni les Dioscures ne sont identifiés avec certitude sur les vases ; les scènes tirées de la guerre de Troie brillent également par leur absence.

#### Bronze

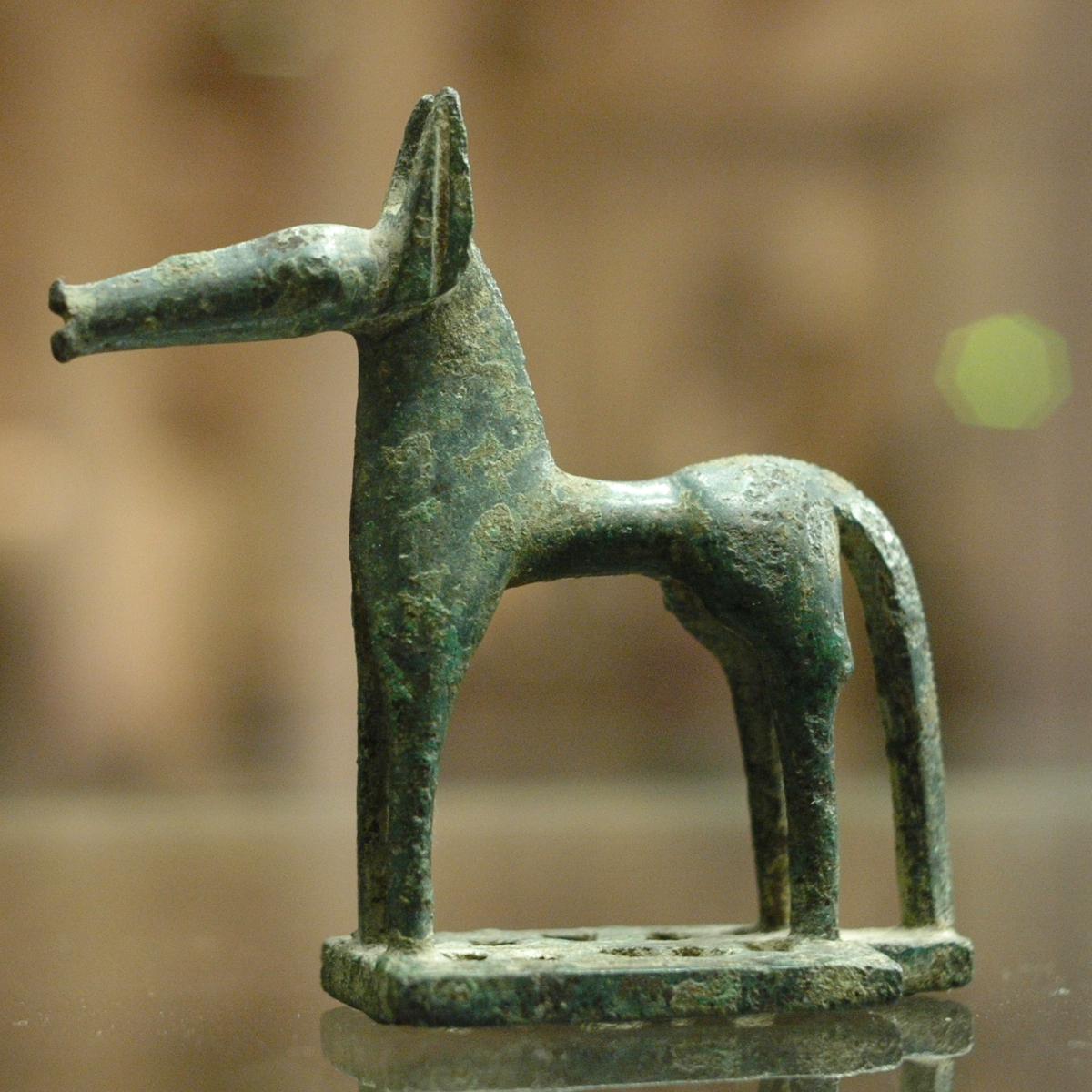
Cheval en bronze de style laconien trouvé à Olympie, v. 740 av. J.-C., musée du Louvre.

Sparte se distingue également, à l'époque archaïque, par son travail du bronze. Ses artisans coulent des figurines dont l'exemple caractéristique est le cheval dit laconien, remarquable par l'impression de stabilité et de puissance contenue qu'il dégage. Il se caractérise par une tête très longue, une encolure courte et une base rectangulaire ajourée dotée d'un appendice sur laquelle repose la queue de l'animal. Il est réalisé à partir d'un modèle en cire dure ; le bronze, à forte proportion d'étain, est coulé par les naseaux dans un moule segmenté selon la technique de la cire perdue ; la figurine démoulée ne fait pas l'objet de reprises. Ce type de figure, daté du milieu du VIIIe siècle av. J.-C., prédomine parmi les ex-voto géométriques d'Olympie. La production de figurines de bonne qualité persiste jusqu'au Ve siècle av. J.-C. Si les chevaux sont généralement conçus pour être autonomes, la plupart des autres figurines sont destinées à décorer des articles de luxe, comme les miroirs.
L'artisanat laconien archaïque connaît une large diffusion jusqu'en Grande Grèce et au-delà, peut-être par l'intermédiaire de Tarente, colonie spartiate : le cratère de Vix en Gaule, haut de 1,64 mètre, daté de la fin du VIe siècle av. J.-C., est d'origine disputée mais traduit une nette influence laconienne.

## Un «mirage spartiate»?

### Dans l'Antiquité

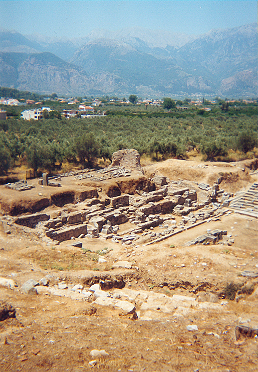
Ruines de Sparte.

Sparte se distingue d'abord peu des autres cités grecques. Homère évoque dans le Catalogue des vaisseaux la « creuse Lacédémone », entourée par les monts Parnon et Taygète où, dans l'Odyssée, Artémis est représentée menant la chasse.
Dès la fin de l'époque archaïque, cependant, Sparte émerge du lot, d'abord pour la puissance de sa phalange, ensuite pour son système politique, que beaucoup de poètes et Hérodote considèrent comme un modèle d'eunomie, c'est-à-dire de justice et de bon ordre. Hérodote ainsi représente le roi spartiate en exil Démarate avertissant Xerxès que les Spartiates sont « les plus braves de tous les hommes » et soulignant que « la loi est pour eux un maître absolu ». Cependant, aucune cité ne se dote d'une constitution similaire, même parmi celles qui adoptent une forme oligarchique.
L'admiration pour le modèle spartiate se développe particulièrement à Athènes. Le premier de ces « laconisants » est Cimon, qui appelle son fils Lacédémonios et persuade en 464 av. J.-C. ses concitoyens de venir en aide à Sparte, frappée par un tremblement de terre.
Les historiens contemporains Thucydide puis Xénophon, pourtant athéniens de naissance, décrivent de façon plutôt très positive le modèle spartiate et surtout l'attitude de ses généraux et rois pendant la guerre du Péloponnèse. Notamment, la prudence de Sparte, ses multiples offres de faire la paix, refusées par la démocratie athénienne, et finalement, le refus de Sparte vainqueur de détruire Athènes (ce qui était réclamé pourtant par ses alliées Corinthe et Thèbes).
Il y a bien entendu un recouvrement entre le fait d'être « laconisant » et celui d'être partisan d'un modèle oligarchique : Critias, chef de file des Trente à qui Sparte, vainqueur et occupant, donne le pouvoir en 404 av. J.-C., est décrit comme un « laconisant notoire », pour qui la constitution de Sparte est la meilleure de toutes.
Parmi les sources qui nous sont parvenues, pour essayer de trouver des critiques de Sparte, il faudrait aller jusqu'à chercher dans le domaine de la mythologie (par exemple, Euripide représente ses personnages spartiates de l'époque de la guerre de Troie, Ménélas et Hermione, comme des êtres détestables, obnubilés par la richesse et le pouvoir, brutaux et fourbes).
Au début du IVe siècle av. J.-C., Sparte a donc totalement vaincu Athènes dans la longue guerre du Péloponnèse. Beaucoup de Grecs attribuent la victoire à la supériorité de l'organisation politique spartiate. C'est le cas notamment de la Constitution des Lacédémoniens, attribuée à Xénophon, qui a combattu contre sa propre cité sous les ordres du roi Agésilas II à la bataille de Coronée et a fait subir à ses fils l'éducation spartiate. De son côté, mais de façon anecdotique, Platon dénonce la mode par laquelle, pour imiter les Spartiates, « on se meurtrit les oreilles, on se met des courroies autour des bras, on s'exerce sans cesse dans les gymnases, on porte des vêtements fort courts, comme si c'était par là que les Lacédémoniens surpassent les autres Grecs ».
Platon connaît bien les laconisants pour les avoir abondamment fréquentés pendant sa jeunesse. Son attitude vis-à-vis de Sparte est mesurée : il loue l'eunomie et la sagesse spartiate, reposant sur le bon sens, mais il dénonce dans la République sa transformation en timocratie, c'est-à-dire en régime où la recherche des honneurs est le principal moteur. Il regrette dans la première partie des Lois que la musique soit si négligée à Sparte, mais loue le régime politique spartiate pour l'équilibre des pouvoirs — d'abord entre les deux rois, puis entre les rois, la gérousie et les éphores —, qui constitue pour lui un juste milieu entre la démocratie et la monarchie.
Aristote se montre relativement critique dans sa Politique. Pour lui, les Hilotes ne constituent pas une bonne solution pour permettre aux citoyens d'être dégagés du travail, parce que les Spartiates les craignent en permanence. Ensuite, il dénonce une trop grande liberté laissée aux femmes. Il met en avant l'ampleur des inégalités sociales, et le fait que les deux cinquièmes de l'État soient possédés par les femmes. Sur le plan politique, l'élection démocratique des éphores lui paraît dangereuse, parce qu'elle conduit à la sélection d'hommes pauvres, donc vénaux ; leur pouvoir lui semble tyrannique. La gérousie n'est pas épargnée : ses membres sont séniles, corrompus et enclins au favoritisme. Comme Platon dans les Lois, il reproche à Sparte de se concentrer exclusivement sur la vertu militaire : sa victoire face à Athènes lui est fatale parce qu'elle ne sait pas gérer la paix.

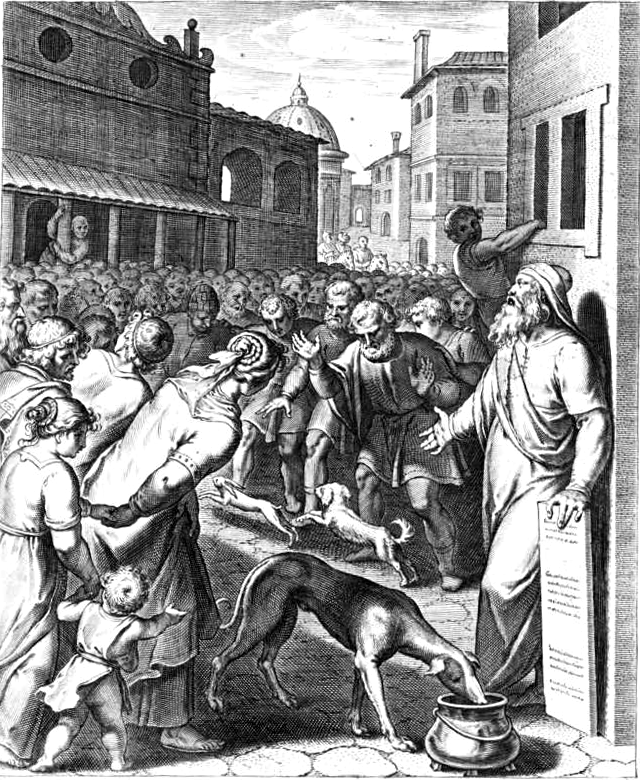
« Lycurgue et les deux chiens », anecdote édifiante rapportée par Plutarque, gravure d'Otto Van Veen, Emblemata Horatiana, 1607.

À l'époque hellénistique, Sparte est un objet d'intérêt pour les amateurs de philosophie politique, qui tendent à l'idéaliser. L'un des élèves d'Aristote, Dicéarque, rédige une Constitution des Lacédémoniens que les Spartiates apprécient au point de la faire lire une fois par an à leurs jeunes gens. Les Pythagoriciens sont généralement laconisants. Le traité Sur la loi et la justice, attribué à Archytas de Tarente mais en réalité une œuvre hellénistique, fait de Sparte l'exemple du régime idéal, une constitution mixte combinant démocratie (les hippagrètes et les koroi, c'est-à-dire la garde personnelle du roi), l'oligarchie (les éphores) et la monarchie (les rois). De même, les Cyniques collectionnent les « apophtegmes lacédémoniens », qu'Aristote cite déjà dans la Rhétorique comme de bonnes maximes de morale pratique.
Sparte exerce également un attrait hors de Grèce. Bon nombre de cités d'Asie mineure ou de la côte du Latium se prétendent, de manière assez fantaisiste, des colonies de Sparte. Le premier livre des Macchabées et les Antiquités juives de Flavius Josèphe rapportent tous deux une lettre attribuée au roi Areus Ier et envoyée au grand prêtre Onias Ier, dans laquelle Areus clame une origine commune entre les Spartiates et les Juifs. En 168 av. J.-C., le grand prêtre Jason, déposé, gagne Sparte dans l'espoir d'y trouver refuge grâce à cette parenté commune. En Italie, les Sabins pensent être les descendants de Spartiates ayant quitté leur cité-mère par dégoût de son austérité.
À Rome, un courant laconisant existe dès la république : Caton le Jeune prend les Spartiates pour modèles ; Brutus renomme « Eurotas » un cours d'eau de son domaine à la campagne et affecte un style laconien quand il écrit en grec. Les institutions romaines sont souvent comparées à celles de Sparte : les deux consuls rappellent les deux rois, tandis que le Sénat évoque la gérousie. Pendant l'Empire, les Stoïciens admirent l'austérité des Spartiates, leur refus de reconnaître la défaite et leur mépris de la mort. Plutarque rédige la biographie de Lycurgue, d'Agésilas II, Lysandre, Agis IV et Cléomène III, et collectionne les apophtegmes lacédémoniens. Par la suite, l'influence spartiate se fait moins marquée. La Seconde Sophistique s'intéresse principalement à Athènes, mais recourt encore à Sparte pour proposer des sujets de rhétorique : « Faut-il donner des murailles à Sparte ? », « Les prisonniers de Sphactérie doivent-ils être punis pour lâcheté ? ».

### À l'époque moderne

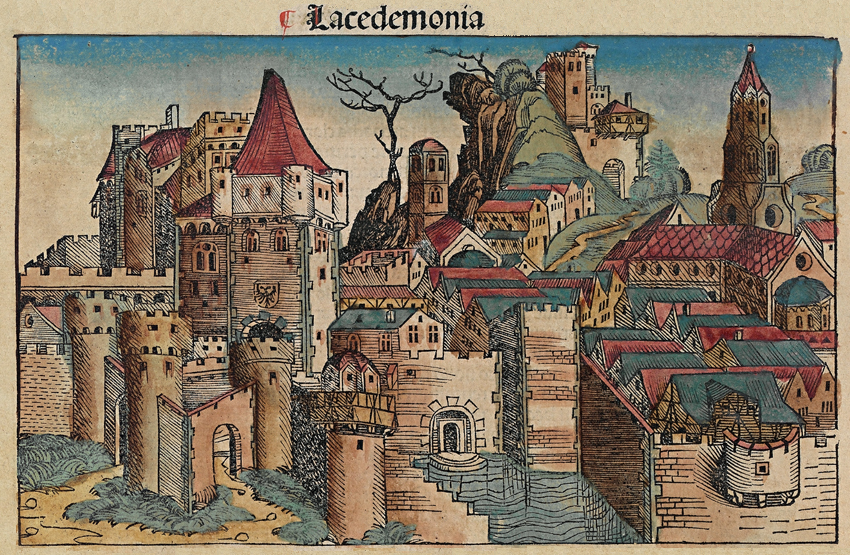
Représentation idéale de Sparte, illustration tirée des Chroniques de Nuremberg, 1493.

À la Renaissance, Sparte, et non Athènes, est considérée comme l'archétype des valeurs morales de l'Antiquité. L'humaniste italien Vergerio vante les mérites éducatifs de Sparte dans son traité (vers 1402) concernant l'éducation des jeunes princes. En 1436, Cyriaque d'Ancône visite les ruines de la ville et se lamente de la disparition de « cette noble cité », symbole de la « vertu humaine » et « célèbre pour la probité de son âme ». Lacédémone devient le symbole du régime mixte dans les cités-États italiennes, et le contre-modèle de l'absolutisme royal en France, notamment dans la pensée protestante, principalement celle des monarchomaques. Le modèle spartiate se diffuse ensuite sous l'influence des nombreuses traductions de Plutarque.
À travers Platon et Plutarque, Jean-Jacques Rousseau considère Sparte comme « le type même de la société politique juste » et « l'État où la vertu a été la plus pure et a duré le plus longtemps », selon l'universitaire Paule-Monique Vernes ; il la préfère ainsi à Athènes,. Seuls Voltaire et le baron d'Holbach, parmi les plus connus, préfèrent la démocratie d'Athènes. La Révolution française se réfère beaucoup à Sparte jusqu'à la chute de Robespierre. Celui-ci s'y réfère en effet abondamment, retenant « la cohésion de la société et du corps politique » de Lacédémone, tout en prenant parfois ses distances avec ce modèle. Après sa mort, les républicains délaissent Sparte, jugée étouffer la liberté sous l'autorité, au profit d'Athènes et de Rome, excepté quelques réminiscences chez Gracchus Babeuf et les « Égaux ». En réaction, c'est alors au tour du théoricien contre-révolutionnaire Joseph de Maistre de reprendre le référent spartiate. Une partie de l'érudition allemande (Karl Ottfried Müller, particulièrement dans les Doriens, et Werner Jaeger), et certains Français comme Maurice Barrès (Le Voyage de Sparte) y voient le génie de la « race » dorienne, l'« incarnation d'une politique consciemment raciste, guerrière et totalitaire »,,. Au contraire, l'historien Henri-Irénée Marrou dénonce le « mirage spartiate » : « loin de voir dans l'ἀγωγή une méthode sûre pour engendrer la grandeur, j'y dénonce l'impuissance radicale d'un peuple vaincu qui s'illusionne ». Pour lui, le malheur de Sparte est d'avoir mûri trop tôt. En voulant préserver l'héritage de l'époque archaïque, où Sparte connaissait aussi bien l'éducation militaire que les arts, elle s'est « crispée dans une attitude de refus et de défense, elle n'a plus connu que le culte stérile de la différence incommunicable ».

### À l'époque contemporaine
En 1928, Adolf Hitler écrit que Sparte est le modèle du Troisième Reich à venir en tant que « premier État raciste » de l’histoire et archétype de l’État aryen. Après la Seconde Guerre mondiale, Sparte est mobilisée par l'écrivain fasciste Maurice Bardèche, qui entend ainsi montrer que l’extrême droite radicale n’est pas réductible aux États qui viennent de s’écrouler. Maxime Rosso explique ainsi cette évolution :

« Ce n’est plus à travers Plutarque qu’on aborde Lacédémone ; il est remplacé par les très anciens poètes grecs des VIIe et VIe siècles avant notre ère, Tyrthée, Alcman, Bacchylides ou Pindare. Ainsi on ne se réfère plus au législateur mythique, à ses lois et ses institutions, on préfère magnifier un peuple qui aurait su s’élever par ses qualités intrinsèques. Le concept de race s’est substitué à celui de loi. »

En France, Les Identitaires usent abondamment de références spartiates. En Grèce, le parti d'extrême-droite Aube dorée se défend des accusations de références au nazisme en affirmant que ce dernier a copié les Gréco-Romains, et en particulier Sparte, qui seraient son véritable modèle.

## Redécouverte archéologique et historiographie
Un des premiers Occidentaux à avoir visité Sparte fut, en 1436, Cyriaque d'Ancône.
On sait qu'au début des années 1620, Sir Thomas Roe, ambassadeur de Charles Ier à Constantinople employa divers agents « archéologues » qui parcoururent l'Empire ottoman. Il avait été en effet chargé de constituer des collections d'antiquités pour différents patrons, concurrents : le roi lui-même et deux de ses favoris Arundel et Buckingham. Un des agents de Roe explora les îles de l'Égée, Athènes et Sparte. Il acheta de nombreuses antiquités et des marbres. Cependant, il est impossible d'en savoir plus. Sa mort à Patras avant qu'il ait pu envoyer sa cargaison à Roe empêche d'en savoir plus.

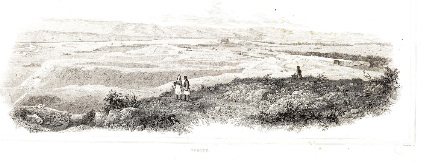
La plaine de Sparte au moment de l'Expédition de Morée, par Abel Blouet.

Le célèbre Lacédémone ancienne et nouvelle, Où l'on voit les Mœurs, & les Coutûmes des Grecs Modernes, des Mahométans, & des Juifs du Pays… Par le Sieur de la Guilletière, publié à Paris en 1676, un an après la description d'Athènes par le même auteur, de Guillet qui prétendait utiliser les souvenirs de son frère qui aurait voyagé dans l'Empire ottoman, était un faux (comme la description d'Athènes) conçu à partir de divers ouvrages d'érudits n'ayant jamais quitté leur cabinet. Au contraire, la description par le commerçant britannique, Bernard Randolph, datant de 1687 est fiable. Il était sur place. Mais, il était plus intéressé (en tant que commerçant) par les réalités économiques que par les antiquités. Il nous apprend donc que la plaine de Sparte « est plaisante, remplie de petits villages, d'oliviers et de mûriers ».
L'abbé Fourmont, envoyé en Grèce par Louis XV, revint avec de nombreuses inscriptions, dont une grande partie qu'il affirmait provenir de Sparte. Il fut prouvé en 1791 qu'elles étaient fausses, ce qui conduisit à remettre en cause l'ensemble de ce que Fourmont avait rapporté. Sa première lettre de Sparte est datée du 20 avril 1730. Le site était pratiquement vide. La cité ayant eu peu de bâtiments dans l'Antiquité, il ne restait presque rien au début du XVIIIe siècle. Ce fut peut-être pour cette raison que Fourmont commença alors à suppléer à l'absence par l'invention. Il prétend dans sa lettre avoir engagé une trentaine d'ouvriers, ne pas passer un jour sans faire de découverte, parfois découvrir plus de vingt inscriptions par jour, avoir des listes complètes d'éphores, prêtres et prêtresses, gymnasiarques, etc. avoir découvert les tombes de Lysandre et Agésilas. Il décrit la ville comme « une carrière d'inscriptions sur marbre [qu'il] exploite sans vergogne, renversant ses murs et ses temples ». Il y resta cependant jusqu'en juin 1730.
La connotation militariste, l'usage de la symbolique spartiate par de nombreux mouvements nationalistes ou encore d'extrême-droite ou encore la controverse autour de l'interprétation de la constitution de la cité antique ont pu selon l'historien britannique Steve Hopkinson spécialiste du sujet ralentir l'activité internationale de recherche qui jalonne le sujet spartiate tout au long des XIXe et XXe siècles. Le sujet serait alors relancé dans les années 1990 avec notamment la conférence internationale de 1997 sur l'histoire spartiate à Hay-on-Wye.

## Dans les arts et la culture populaire
Du fait de sa longue histoire, de ses mœurs et de ses personnages passés à la postérité, Sparte a suscité de nombreuses représentations dans divers domaines et courants artistiques.

### Littérature

#### Bande dessinée
En 1962, Frank Bellamy et Tom Tully écrivent Heros the Spartan. En 1967, le 7e album de la série Alix se déroule à Sparte. Dans Astérix aux Jeux olympiques publié en 1968, des athlètes spartiates se plaignent ironiquement de leurs conditions d'entrainement austères. Héctor Germán Oesterheld et Alberto Breccia dans Mort Cinder publient Les Thermopyles en 1983. En 1998, Frank Miller et Lynn Varley réalisent la série de fantasy historique 300. En 2000, le tome 1 Le Lac sacré de la série Orion, se déroule à Sparte.
En 2011, Patrick Weber et Christophe Simon publient la série Sparte en trois albums. En 2012, Thomas Mosdi met en scène la vie d'un soldat spartiate dans Minas Taurus. En 2014, Kieron Gillen, Ryan Kelly et Jordie Bellaire publient Three, qui donne une vision crue de Sparte.
En 2015, le tome 4 de la série Alix Senator s'intitule Les Démons de Sparte. En 2020, Elisabeth Jammes et Matthieu Martin lancent une nouvelle série nommée Spartiate. En 2023, Camille Prieur et Vincent Malgras écrivent une série comique intitulé Sparte attaque !.

#### Épopée
La plus ancienne mention de Sparte dans la littérature date d'Homère, dans son épopée l'Iliade, où Pâris enlève Hélène à son mari Ménélas, roi de Sparte.

#### Roman
Edward Gibbon mentionne en 1819 la terrible bataille et la mort des Spartiates dans son Histoire de la décadence et de la chute de l'Empire romain.
En 1893, Auguste de Villiers de l'Isle-Adam fait paraitre Contes cruels où il s'attarde sur la bataille des Thermopyles.
En 1906, Maurice Barrès écrit Le Voyage de Sparte.
Terry Deary rédige en 2007 un livre pour enfant The Town Mouse and the Spartan House.
En 2020, Jamie Brindle écrit The Hard Blokes Of Sparta The Princess In The Tower, une œuvre comique mettant en scène trois soldats spartiates.
En 2022, Marie Heinos écrit Sparte : L'or et le blé.

#### Poésie
Les 300 combattants des Thermopyles sont l'occasion de poèmes composés sur cette tragédie. En 1842, Lord Byron, dans son poème satyrique Don Juan, fait allusion aux 300 guerriers. Ils sont aussi le sujet du poème de 230 vers Les Trois Cents que Victor Hugo publie en 1877,. Publié en 1945, le poème d'Emily Dickinson, Go tell it" — what a message rend hommage au sacrifice des soldats.

### Filmographie

#### Cinéma
Le péplum dépeint ainsi les guerres médiques dans quatre films distincts La Bataille de Marathon sorti en 1959, La Bataille des Thermopyles sorti en 1962, 300 sorti en 2007 et sa suite 300 : La Naissance d'un empire en 2014.
En 2008, Jason Friedberg et Aaron Seltzer tournent une comédie intitulée Spartatouille.

#### Série
L'épisode 11 Le Dernier Spartiate d'Alix, se passe à Sparte. Deux épisodes de la série d'animation Hercule mettent en scène Sparte avec l'épisode 4 Hercule entre Sparte et Athènes et l'épisode 42 Hercule et les Spartiates.
Dans l'épisode 11 L'Ornithorynque de Troie (Troy Story) de Phinéas et Ferb, qui aborde avec humour la Guerre de Troie, le personnage de Buford fait un laconisme en parodiant le « Avec lui, ou sur lui ! » à propos de Baklava.
Dans l'épisode Spartans de Samouraï Jack, le héros apporte son soutien à 300 soldats d'élite spartiates qui combattent une armée de robots dans un passage étroit[réf. nécessaire].

### Lieux
L'antique cité a inspiré le nom de 19 villes américaines, dont l'une au Tennesse à Sparta, l'autre Sparta dans l'Illinois et la dernière Sparta en Caroline du Nord.

### Musique
Sparte est une source d'inspiration récurrente pour divers groupes de Rock and Roll dont le Heavy Metal, qui s'approprie des sujets liés à l'histoire spartiate tels la Bataille des Thermopyles, le nom des groupes eux-mêmes ou le design des albums.

### Iconographie

#### Peinture
(mai 2023).
Le législateur Lycurgue a été représenté en 1791 par Jacques-Louis David dans Étude pour Lycurgue montrant les anciens de Sparte leur roi et Jean-Jacques Le Barbier dans La Magnanimité de Lycurgue ainsi qu'en 1828 par Merry Joseph Blondel dans Lycurgue de Sparte et par Eugène Delacroix entre 1835-1845 dans Lycurgue consulte la Pythie. La légende des deux chiens est montrée dans Everdingen lycurgus de Caesar van Everdingen peint entre 1661 et 1662. D'autres rois sont dépeint à l'instar d'Eudamidas Ier peint à une date inconnue par Eberhard Wächter dans Eudamidas.
L'exil est un thème important dans le 3e art. En 1768, Benjamin West évoque l'épisode du bannissement de Cléomène dans Cléombrote ordonné en exil par Leonidas II roi de Sparte. Entre 1807 et 1810, Pelagio Palagi réalise Cléombrote envoyé en exil par Léonidas, roi de Sparte. À une date inconnue, Pierre Bouillon traite lui aussi cet épisode dans Leonidas à la considération de sa fille Cleonide, se contente de bannir son gendre Cleombiote. En 1773, Angelica Kauffman illustre la rencontre entre Télémaque, Hélène et Ménélas dans Telemachus at the Court of Sparta Discovered by His Grief on the Mention of His Father's Suffering.
En 1786, Jean-Pierre Saint-Ours décrit la pratique de l'exposition dans Le choix des enfants à Sparte, qui consistait à se débarrasser des nouveau-nés considérés comme trop faibles selon les critères spartiates. Achevé en 1814 par Jacques-Louis David, Léonidas aux Thermopyles montre le massacre des 300 spartiates qui combattirent les Perses. En 1954, Oskar Kokoschka peint Les Thermopyles, un triptyque montrant l'instant précédant la défaite des Spartiates. Dix ans plus tard, Stanley Meltzoff revisite ce combat épique dans The Battle of Thermopylae in 480.BC. D'autres épisodes militaires sont l'occasion de tableaux comme Le siège de Sparte par Pyrrhus peint de 1799 à 1800 par François Topino-Lebrun ou l'histoire des Dix-Mille par Adrien Guignet dans Épisode de la retraite des Dix-Mille peint en 1842.
Le rôle des femmes dans la société spartiate est un sujet très répandu parmi les peintres. Ainsi Jean-Jacques Le Barbier réalise deux toiles les mettant en scène, l'une en 1787 dans Courage des femmes de Sparte se défendant contre les Messéniens et l'autre en 1805 avec Femme spartiate donnant un bouclier à son fils. En 1770, Louis Jean François Lagrenée réalise La lacédémonienne. En 1870, Jean-Baptiste Camille Corot termine son Jeunes filles de Sparte. En 1860, Edgar Degas peint Jeunes Spartiates s'exerçant à la lutte qui selon les appréciations spartiates devaient pratiquer régulièrement du sport pour rester en bonne condition physique.
Cette importance pour les jeunes enfants de pratiquer des activités physiques le plus tôt se retrouve dans l'œuvre de Christoffer Wilhelm Eckersberg, Trois garçons spartiates pratiquant le tir à l'arc peint en 1812 ou Les Tireurs d'arc conçu en 1879 par Fernand Pelez. En 1906, Frank Moss Bennett aborde l'histoire du coureur Ladas dans The Spartan Runner Ladas Falling Dead at the Feet of the Judges as they Present him with the Palm of Victory at Olympia.
Tant la ville de Sparte elle même que la région aux alentours ont été représenter comme en 1841 quand Carl Rottmann figure la plaine dominée par les chaînes de montagnes Taygète dans Sparta mit dem Taygetos ou à une date inconnu William Blake Richmond dans A Pastoral, A Memory of the Valley of Sparta. L'artiste Joseph Michael Gandy va jusqu'à imaginer à quoi pouvait ressembler la cité antique dans Une reconstruction de Sparte: le porche persan et le lieu de consultation des lacédémoniens.
La représentation de la condition sociale spartiate a été souligner à de nombreuses reprises. Luigi Mussini avec son Hilote ivre, (1869) Fernand Sabatté dans Un Spartiate montre à ses fils un Ilote ivre (1900) et Pierre Gourdault dans Spartiate montrant à ses enfants un Ilote ivre pour les détourner de l'alcoolisme (1900), Laurent Jacquot-Defrance avec Un spartiate montre à ses fils un ilote ivre (1900) et Ernest Azéma avec Un Spartiate montre à son fils un Ilote ivre (1901).

### Jeu vidéo
En 2004, Gates of Troy propose au joueur de participer à la bataille des Thermopyles. En 2005, dans Spartan: Total Warrior, le joueur incarne un guerrier Spartiate. La même année sort God of War, dont Kratos, le personnage principal, est originaire de Sparte. En 2007 sort Ancient Wars: Sparta où le joueur peut incarner un leader Spartiate ainsi que 300: March to Glory.
L'année suivante sort Hero of Sparta, suivi deux ans après par Hero of Sparta II. En 2014, Sparta: War of Empires a lieu pendant les guerres médiques. Sorti en 2018, Assassin's Creed Odyssey se déroule durant la Guerre du Péloponnèse et montre entre autres la culture spartiate.

## Documentaires
- 2002 : Sparte une cité d'exception d'History Channel
- 2003 : Les spartiates de Richard Bedser
- 2014 : Les Spartiates - Les Commandos De L'Histoire de Chris Lethbridge
- 2019 :
  - Les 300, La Bataille Des Thermopyles de Sam Mortimore
  - Guerriers légendaires saison 1 épisode 2 Les Spartiates

### Textes antiques
- Pseudo-Apollodore, Bibliothèque [détail des éditions] [lire en ligne] (pour la partie mythologique).
- Athénée, Deipnosophistes [détail des éditions] (lire en ligne) : citations de Myron de Priène (Livre I et XIV) et de Phylarque de Naucratis.
- Diodore de Sicile, Bibliothèque historique [détail des éditions] [lire en ligne].
- Élien, Histoires variées [lire en ligne].
- Hérodote, Histoires [détail des éditions] [lire en ligne].
- Helléniques d'Oxyrhynque.
- Lyriques spartiates : Tyrtée, Alcman.
- Pausanias, Description de la Grèce [détail des éditions] [lire en ligne] (livre III « Laconie »).
- Platon, La République [détail des éditions] [lire en ligne] (VIII), Les Lois [détail des éditions] [lire en ligne] (III).
- Plutarque, Vies parallèles [détail des éditions] [lire en ligne] (celles consacrées à Agis, Agésilas, Cléomène, Lycurgue, Lysandre, Périclès, etc.) et Œuvres morales [détail des éditions] [lire en ligne].
- Polybe, Histoires [détail des éditions] [lire en ligne].
- Strabon, Géographie [détail des éditions] [lire en ligne] (livre VIII).
- Xénophon, République des Lacédémoniens (lire en ligne),
- Agésilas,
- Anabase [détail des éditions] [lire en ligne],
- Helléniques [lire en ligne].
- Pierre Pellegrin (dir.) (trad. du grec ancien), Politique : Aristote, Œuvres complètes, Paris, Éditions Flammarion, 2014, 2923 p. (ISBN 978-2-08-127316-0)
- Pierre Pellegrin (dir.) (trad. du grec ancien), Rhétorique : Aristote, Œuvres complètes, Paris, Éditions Flammarion, 2014, 2923 p. (ISBN 978-2-08-127316-0)
- Luc Brisson (dir.) et Jean-François Pradeau (trad. du grec ancien par Jean-François Pradeau), Les Lois : Platon, Œuvres complètes, Paris, Éditions Flammarion, 2008 (1re éd. 2006), 2204 p. (ISBN 978-2-08-121810-9)
- Georges Leroux (dir.) et Luc Brisson, La République, Paris, Éditions Gallimard, 2008 (1re éd. 2006), 2204 p. (ISBN 978-2-08-121810-9)
- Pierre Chambry (dir.) (trad. Pierre Chambry), Xénophon. Œuvres complètes, T. I : Cyropédie - Hipparque - Équitation - Hiéron - Agésilas - Revenus, Garnier-Flammarion, 1967 (1re éd. 1967)

### Sources archéologiques
- Abel Blouet, Amable Ravoisié et al., Expédition scientifique de Morée, ordonnée par le gouvernement français : Architecture, sculptures, inscriptions et vues du Péloponèse, des Cyclades et de l'Attique, vol. 2, 1883 (lire en ligne), p. 61-83.
- Fouilles de C. Waldstein, de l'École américaine d'Athènes, 1892–1893
- Fouilles de l'École anglaise d'Athènes, 1906–1910 (surtout le sanctuaire d'Artémis Orthia), 1924–1928 et 1949
- Fouilles commanditées par l'État grec, à partir de 1957.

### Historiens modernes
- Jean Bataille, Étude sur la Kryptie, Presses Universitaires de Corse, Éditions Anima, 2015  (ISBN 2919381431)
- Jean-François Bommelaer, Lysandre de Sparte : Histoire et traditions, Paris, De Boccard, coll. « Bibliothèque des Écoles françaises d'Athènes et de Rome », 1981
- Paul Cartledge :
  - (en-US) Sparta and Lakonia : A Regional History 1300-362 BC, New York et Londres, Routledge, 2001, 354 p. (ISBN 0-415-26276-3, lire en ligne).
  - (en-US) Spartan Reflections, Berkeley, University of California, 2001, 276 p. (ISBN 0-520-23124-4, lire en ligne).
- Jacqueline Christien et Françoise Ruzé, Sparte : Géographie, mythes et histoire, Paris, Armand Colin, coll. « U », 2024, 431 p. (ISBN 978-2200265205).
- (en-US) Paul Cartledge et Anthony Spawforth, Hellenistic and Roman Sparta : A Tale of Two Cities, New York et Londres, Routledge, 2003, 312 p. (ISBN 0-415-26277-1, lire en ligne).
- Jean Ducat, Les Hilotes, Paris, De Boccard, coll. « Bulletin de correspondance hellénique », 1990.
- Werner Jaeger, « L'Éducation d'État à Sparte », dans Paideia : La Formation de l'homme grec, Gallimard, coll. « Tel », 1988 (ISBN 2-07-071231-1), p. 109 à 132.
- Edmond Lévy, Sparte : Histoire politique et sociale jusqu'à la conquête romaine, Paris, Seuil, coll. « Points », 2003, 364 p. (ISBN 2-02-032453-9).
- Irad Malkin (trad. de l'anglais), La Méditerranée spartiate : Mythe et territoire, Paris, Les Belles Lettres, coll. « Histoire », 1999, 395 p. (ISBN 2-251-38041-8).
- Jean Marcillac, Les Égaux spartiates, Genève, Famot, 1975.
- Humphrey Michell, Sparte et les Spartiates, Paris, Payot, 1953.
- François Ollier, Le Mirage spartiate : Étude sur l'idéalisation de Sparte dans l'antiquité grecque de l'origine jusqu'aux cyniques, De Boccard, 1938 et t. Le Mirage spartiate : Étude sur l'idéalisation de Sparte dans l'antiquité grecque du début de l'école cynique jusqu'à la fin de la cité, Paris, Belles Lettres, 1943.
- Vinciane Pirenne-Delforge, L’Aphrodite grecque : Contribution à l’étude de ses cultes et de sa personnalité dans le panthéon archaïque et classique, Liège, Centre international d'étude de la religion grecque, 1994, 554 p. (lire en ligne) (revue Kernos - supplément no 4)
- (en-GB) S.B. Pomeroy, Spartan Women, Oxford University Press, 2002.
- (en-GB) Elizabeth Rawson, The Spartan Tradition in European Thought, Oxford, Oxford University Press, 1991 (1re éd. 1969), 390 p. (ISBN 0-19-814733-3).
- Nicolas Richer, Les Éphores : Études sur l'histoire et sur l'image de Sparte : VIIIe – IIIe siècle avant Jésus-Christ, Paris, Publications de la Sorbonne, coll. « Histoire ancienne et médiévale », 1998.
- Nicolas Richer, Sparte : Cité des arts, des armes et des lois, Paris, Perrin, 2018, 477 p. (ISBN 978-2-262-03935-6).
- Pierre Roussel, Sparte, Paris, De Broccard, 1939.
- (en) Terence Spencer, Fair Greece, Sad Relic, Athènes, Denise Harvey & company, 1986 (ISBN 0-907978-21-5).
- (en-GB) Richard Stoneman, Land of Lost Gods : The Search for Classical Greece, Londres, Hutchinson, 1987 (ISBN 0-09-167140-X).
- (en) Anton Powell (dir.), A Companion to Sparta, Hoboken, Wiley, coll. « Blackwell companions to the ancient world », 2018